# Niger-Kongo-Sprachen
Die Niger-Kongo-Sprachen – früher auch niger-kordofanische Sprachen genannt – bilden eine Familie von fast 1.400 Sprachen, die von etwa 400 Millionen Menschen im westlichen, zentralen, östlichen und südlichen Afrika gesprochen werden. Das Verbreitungsgebiet reicht von der Westspitze Afrikas bei Dakar östlich bis Mombasa und südlich bis Kapstadt.
Das Niger-Kongo ist eine der vier von Joseph Greenberg etablierten Spracheinheiten in Afrika. Die anderen sind das Afroasiatische, das Nilosaharanische und die Restgruppe (die also keine genetische Einheit bildet) der Khoisan-Sprachen (eine Übersicht bietet der Artikel afrikanische Sprachen). Die Niger-Kongo-Sprachen grenzen im Nordwesten und äußersten Nordosten an afroasiatische, im zentralen und östlichen Sudangebiet an nilosaharanische Sprachen. Im Südwesten bilden die Khoisan-Sprachen eine Enklave im Niger-Kongo-Gebiet. Die bedeutendste Untergruppe des Niger-Kongo sind die Bantusprachen, die im südlichen Teil des Niger-Kongo-Gebietes von Ostnigeria bis Südafrika gesprochen werden (siehe Karte). Sie zählen zu der von Edgar Gregersen begründeten (hypothetischen) afrikanischen Makrofamilie, dem Kongo-Saharanischen.

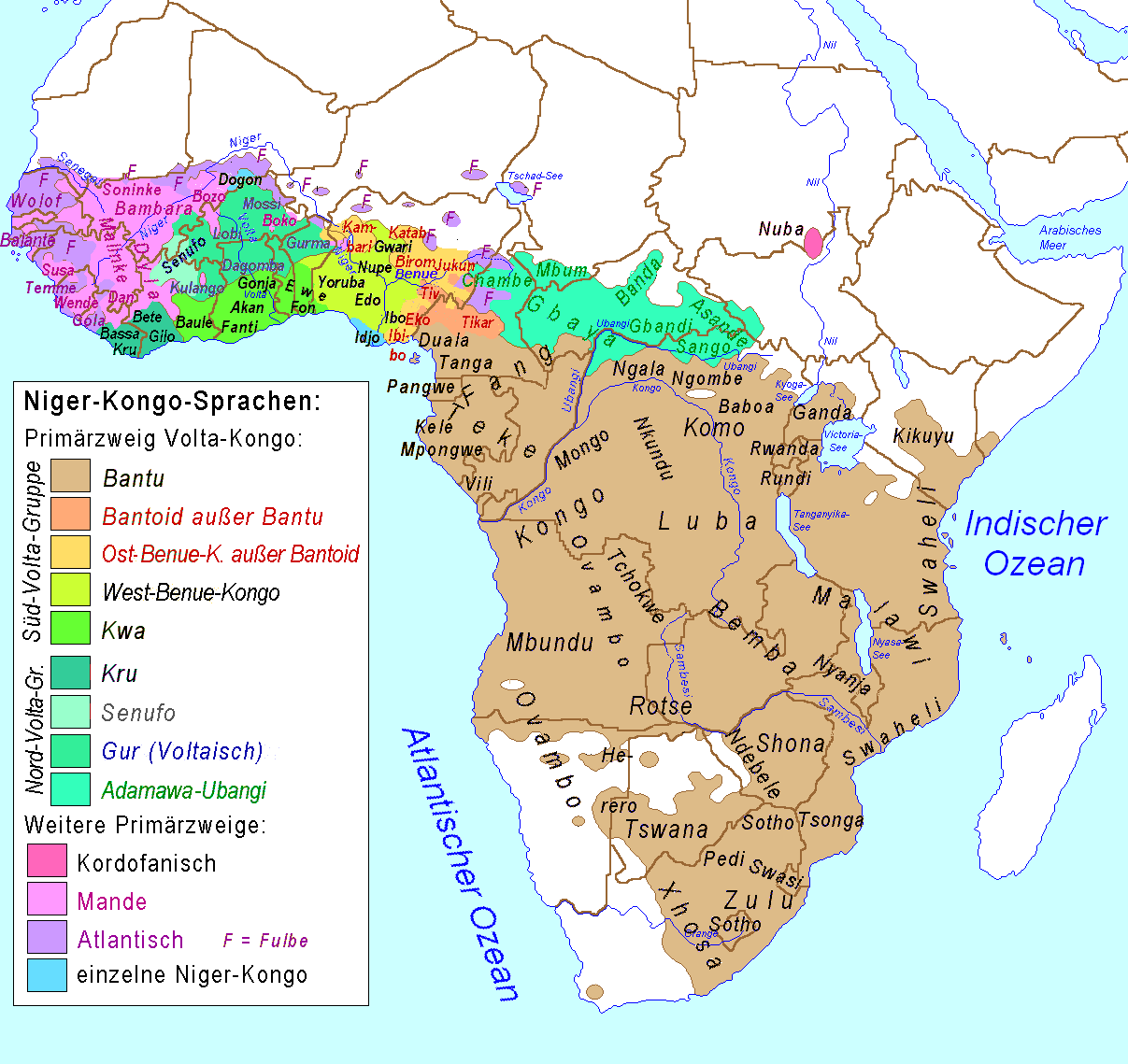
Verbreitung der Niger-Kongo-Sprachen und ihrer Untergruppen

Die Niger-Kongo-Sprachen (rot und orange) innerhalb der anderen afrikanischen Sprachen

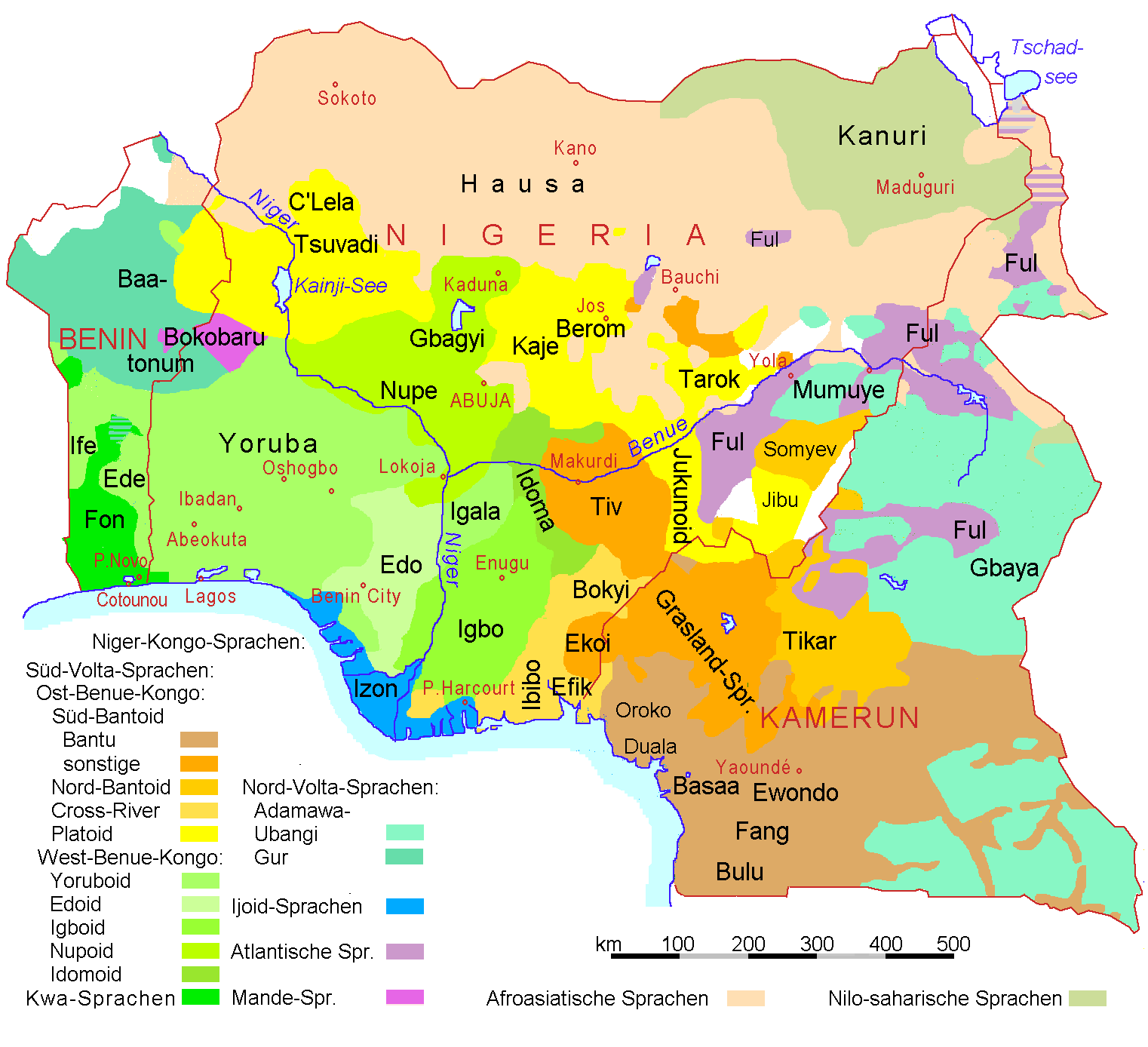
Verbreitung auf das Gebiet von Kamerun, Nigeria und Benin konzentriert:
Nordwestecke des Bantu-Gebietes und die übrigen Benue-Kongo-Sprachen

## Zur Bezeichnung
Die früher auch verwendete und auf Joseph Greenberg (1963) zurückgehende Bezeichnung Niger-Kordofanisch suggeriert eine Zweiteilung der Sprachfamilie in das Kordofanische und die restlichen Niger-Kongo-Sprachen. Da sämtliche sechs Primärzweige des Niger-Kongo heute aber als gleichrangig betrachtet werden, hat sich die ursprüngliche – 1949 ebenfalls von Greenberg eingeführte – neutralere Bezeichnung Niger-Kongo in der Fachliteratur wieder allgemein durchgesetzt.
Vor den Arbeiten Greenbergs wurden die Nicht-Bantu-Sprachen des Niger-Kongo als westsudanische Sprachen bezeichnet, deren genetische Verwandtschaft erst relativ spät erkannt wurde (Westermann 1927). Die Erkenntnis, dass die Bantu-Sprachen mit den westsudanischen Sprachen genetisch verwandt sind, setzte sich erst durch Greenbergs Arbeiten (seit 1949) durch, allerdings kam auch Diedrich Westermann etwa gleichzeitig zu einer ähnlichen Ansicht. Greenberg klassifizierte die Bantusprachen als eine Unter-Unter-Einheit des Niger-Kongo, was 1950 revolutionär wirkte, heute aber allgemein als zutreffend akzeptiert wird.

## Zur Statistik
Mit 1.400 Sprachen, die sich in viele tausend Dialekte gliedern, bildet Niger-Kongo die sprachenreichste Sprachfamilie der Welt, gefolgt vom Austronesischen mit 1.100 und dem Transneuguinea-Phylum mit 550 Sprachen. Nach der Zahl seiner Sprecher (370–400 Millionen) nimmt das Niger-Kongo – allerdings mit großem Abstand – den dritten Rang nach dem Indogermanischen (2,7 Mrd.) und dem Sinotibetischen (1,3 Mrd.) ein.
Etwa 45 % der Bevölkerung Afrikas (925 Mio., siehe Artikel Afrika) sprechen eine Niger-Kongo-Sprache, 70 % aller etwa 2.000 afrikanischen Sprachen gehören zur Niger-Kongo-Gruppe, weltweit macht sie fast ein Viertel aller Sprachen aus. Die größte homogene Untergruppe des Niger-Kongo sind die Bantusprachen mit 500 eng verwandten Sprachen und 210 Mio. Sprechern. Die durchschnittliche Sprecherzahl der Niger-Kongo-Sprachen beträgt nur knapp 300.000, die Familie weist also eine relativ hohe Diversität auf.

## Bedeutende Niger-Kongo-Sprachen
Es gibt etwas über 20 Niger-Kongo-Sprachen mit mindestens fünf Millionen Sprechern, davon sind die Mehrzahl Bantusprachen. Viele dieser „großen“ afrikanischen Sprachen sind sogenannte Verkehrssprachen, die nicht nur muttersprachlich (als Erstsprache) erlernt, sondern von vielen Sprechern als Zweit- oder Drittsprache erworben werden, um eine Kommunikation in einem größeren Gebiet über die engen Sprachgrenzen einzelner Volksgruppen und Stämme hinweg zu ermöglichen. Bei manchen Sprachen ist der Anteil der Zweitsprecher größer als der der Erstsprecher (z. B. Swahili).
Die Niger-Kongo-Sprache mit den meisten Sprechern ist das Swahili, das als Verkehrssprache von mehr als 80 Mio. Menschen in Ostafrika gesprochen wird. Der Größe nach folgt das nigerianische Yoruba mit 20 bis 25 Mio. Sprechern, das zum Benue-Kongo gerechnet wird. Fulfulde oder Ful(ani) ist ein großes Dialektcluster der atlantischen Gruppe im westlichen Afrika mit über 20 Mio. Sprechern. Igbo wird von fast 20 Mio. Menschen in Südost-Nigeria gesprochen, es gehört wie das Yoruba zum Benue-Kongo-Zweig. Niger-Kongo-Sprachen mit etwa 10 Mio. Sprechern sind das Shona, Zulu, Nyanja, Lingala (alle Bantu), Bambara in Mali, Akan oder Twi-Fante in Ghana und das Wolof im Senegal. Bambara, Twi-Fante und Wolof gehören verschiedenen Untergruppen des Niger-Kongo an. Eine Liste sämtlicher Niger-Kongo-Sprachen mit mindestens drei Millionen Sprechern ist als Anhang zu diesem Artikel aufgeführt.

## Klassifikationsübersicht
Die folgende Übersicht stellt die aktuell in der Forschung allgemein konsensfähige Klassifikation des Niger-Kongo dar. Sie basiert
auf Bendor-Samuel 1989 und Williamson-Blench (in Heine-Nurse 2000) und liegt dem gesamten Artikel zugrunde. Ihre historische Entwicklung wird im Abschnitt „Geschichte der Klassifikation“ ausführlich dargestellt.
Gesamt-Klassifikation des Niger-Kongo nach Williamson-Blench 2000
- Niger-Kongo
  - Kordofanisch
  - Mande
  - Atlantisch
  - Dogon
  - Ijoid
  - Volta-Kongo
    - Nord-Volta-Kongo
      - Kru
      - Gur
      - Senufo
      - Adamawa-Ubangi

    - Süd-Volta-Kongo
      - Kwa
      - Benue-Kongo
        - West-Benue-Kongo: Yoruboid, Edoid, Igboid, Nupoid, Idomoid
        - Ost-Benue-Kongo
          - Platoid: Kainji, Plateau-Sprachen, Tarokoid, Jukunoid
          - Bantoid-Cross
            - Cross-River
            - Bantoid
              - Nord-Bantoid: Dakoid, Mambiloid, Tikaroid
              - Süd-Bantoid: Jarawoid, Tivoid, Beboid, Ekoid, Nyang, Grasland, Bantu

Bisher ist nicht endgültig geklärt, ob die Gruppierungen Benue-Kongo und Nord-Bantoid genetische Einheiten bilden. Die sprachlichen und statistischen Eigenschaften der Untergruppierungen werden im Abschnitt „Niger-Kongo und seine Untereinheiten“ dargestellt.

## Niger-Kongo als genetische Einheit
Bei der Größe des Niger-Kongo mit 1.400 Sprachen ist es nicht erstaunlich, dass bisher noch keine Protosprache für die gesamte Familie rekonstruiert werden konnte. Es fehlte allein schon die Forschungskapazität, um dieses Projekt durchzuführen. Dieses Faktum wurde – und wird vereinzelt noch – als Argument der Gegner einer genetischen Einheit des Niger-Kongo benutzt. Es stellt sich also die Frage: Ist das Niger-Kongo eine genetische Einheit, so dass die lexikalischen und grammatischen Gemeinsamkeiten auf eine gemeinsame Vorgängersprache zurückgehen, oder ist es nur eine Ansammlung von typologisch ähnlichen Sprachgruppen, die sich durch arealen Kontakt gegenseitig mehr oder weniger stark beeinflusst haben?
Die Antwort fällt seitens der Fachleute der Niger-Kongo-Forschung heute eindeutig aus: die Gemeinsamkeiten in Grammatik und Wortschatz lassen sich nur durch eine genetische Verwandtschaft erklären. Dabei sind drei Merkmale von besonderer Bedeutung:
- das System der Nominalklassen
- die vielfältigen Verbalerweiterungen und
- der gemeinsame Basiswortschatz.

### Nominalklassensystem

#### Struktur und Funktion
Die Niger-Kongo-Sprachen besitzen in vielen Zweigen ein ausgeprägtes Nominalklassensystem, das die Zugehörigkeit aller (oder der meisten) Substantive einer Sprache zu einer Klasse festlegt. Diese Klassen treten für zählbare Nomina in der Regel als Singular-Plural-Paare auf, für Massenbezeichnungen, Flüssigkeiten und Abstrakta als Einzelklassen. Die Markierung (Kennzeichnung) der Klasse erfolgt durch Affixe am Nomen – die Klassenaffixe –, meist durch Präfixe, manchmal durch Suffixe und sehr selten durch Infixe. Die Klassenzugehörigkeit des Nomens übt häufig einen Konkordanzzwang auf untergeordnete Komponenten der Nominalphrase (Genitivattribut, Adjektivattribut, Numerale, Possessiva, Demonstrativa) und/oder auf das Prädikat des Satzes aus, das das Nomen zum Subjekt hat. Oft dienen spezifische Affixe an den Attributen und dem Verb dazu, diese Konkordanz zu markieren, manchmal sind die Konkordanzaffixe sogar identisch mit den Klassenaffixen des Nomens.
Am deutlichsten ist das Nominalklassensystem in den Bantusprachen ausgeprägt, in anderen Zweigen des Niger-Kongo wurde es umgeformt oder reduziert, teilweise ist das System auch ganz verloren gegangen, z. B. bei den Mande-Sprachen. Für diese Zweige müssen dann andere Kriterien für die genetische Zugehörigkeit zum Niger-Kongo herangezogen werden.

#### Nominalklassen in den Bantusprachen
Zur Verdeutlichung der Begriffe Nominalklassen, Klassenpräfixe und Konkordanz werden im Folgenden einige Beispiele aus den Bantusprachen angeführt, in denen diese Phänomene am klarsten erkennbar sind. Es gab im Proto-Bantu etwa zwanzig Nominalklassen. Diese Anzahl hat sich bei einigen der heutigen Bantusprachen erhalten (z. B. im Ganda), in anderen wurde sie bis auf etwa zehn Klassen reduziert. Die Nominalklassen werden im Bantu ausschließlich durch Präfixe markiert. Es herrscht Konkordanz des Nomens mit seinen Ergänzungen in der Nominalphrase und zwischen Subjektnomen und Verb im Satz, allerdings können die Konkordanzpräfixe einer Klasse bei Nomen, Numerale, Pronomen und Verb unterschiedlich sein.
Nominalklassen im Ganda
- zur Wurzel -ganda:
  - mu-ganda „ein(e) Ganda“ > ba-ganda „die Ganda-Leute“ (Plural der mu-Klasse)
  - bu-ganda „das Land der Ganda“
  - lu-ganda „die Sprache der Ganda“

- zur Wurzel -ntu:
  - mu-ntu „Mensch“ > ba-ntu „Menschen“
  - gu-ntu „Riese“ > ga-ntu „Riesen“

Weitere Beispiele aus dem Swahili zeigen die weitverbreitete Dopplung in Singular- und Pluralklasse.
Singular – Plural – Klassenpaare im Swahili
- m-tu „Person“ > wa-tu „Leute“
- ki-tu „Ding“ > vi-tu „Dinge“
- ji-cho „Auge“ > ma-cho „Augen“
- u-fumbi „Tal“ > ma-fumbi „Täler“

#### Konkordanz in den Bantusprachen
Zur Demonstration von Nominalklassen und Konkordanzverhalten folgen einige weitere Beispiele aus dem Swahili.
Konkordanz in der Nominalphrase
Bei Verwendung von Adjektiven, Zahlwörtern und Demonstrativpronomen ergibt sich im Swahili folgende Reihenfolge in einer Nominalphrase: Nomen + Adjektiv + Zahlwort + Demonstrativum. Sämtliche Glieder einer Nominalphrase unterliegen dabei der Klassenkonkordanz. Dazu einige Beispiele:
- m-tu m-kubwa „große Person“ (m-tu „Mensch“, kubwa „groß“)
- wa-tu wa-kubwa „große Leute“ (die wa-Klasse ist der Plural der m-Klasse)
- ki-kapu ki-kubwa „großer Korb“ (ki-kapu „Korb“)
- vi-kapu vi-kubwa „große Körbe“ (die vi--Klasse ist der Plural der ki-Klasse)
- ki-kapu ki-dogo ki-le „jener kleine (-dogo) Korb“
- vi-kapu vi-dogo vi-tatu vi-le „jene drei (-tatu) kleinen Körbe“
- wa-tu wa-zuri wa-wili wa-le „jene (-le) zwei (-wili) guten (-zuri) Menschen“

Hier sind sämtliche Konkordanzmarker identisch mit dem Klassenpräfix des Nomens. Man spricht deswegen auch von Alliteration.
Konkordanz zwischen Subjekt und Prädikat
In den Sprachen mit ausgeprägtem Nominalklassensystem muss die Klasse des Subjekts vom Prädikat eines Satzes kongruent aufgenommen werden, es herrscht also auch hier Konkordanz. Folgende Beispiele aus dem Swahili zeigen das Prinzip:
| ki-kapu                         | ki-kubwa | ki-me-fika          |
| ki-Korb                         | ki-groß  | ki-Perfekt-ankommen |
| „der große Korb ist angekommen“ |          |                     |

Hinweis: gleiche Klassenpräfixe ki- bei Nomen und Verb, sog. Alliteration.
| m-toto                          | m-kubwa | a-me-fika     |
| m-Kind                          | m-groß  | a-me-ankommen |
| „das große Kind ist angekommen“ |         |               |

Hinweis: verbales a-Präfix entspricht der nominalen m-Klasse; also verschiedene Präfixmorpheme bei gleicher Klasse.
| wa-tu                                          | wa-zuri | wa-wili | wa-le   | wa-me-anguka       |
| wa-Mensch                                      | wa-gut  | wa-zwei | wa-jene | wa-me-niederfallen |
| „jene zwei guten Menschen sind niedergefallen“ |         |         |         |                    |

| wa-geni                            | wa-zungu   | w-engi (< *wa-ingi) | wa-li-fika                       | Kenya    |
| wa-Fremder                         | europäisch | wa-viele            | wa-Vergangenheitsmarker-ankommen | wa-Kenia |
| „viele Europäer kamen in Kenia an“ |            |                     |                                  |          |

#### Die Bedeutungskategorien der Nominalklassen
Die einzelnen Klassen hatten ursprünglich ein festumrissenes Bedeutungsfeld, z. B. Menschen, Tiere, Pflanzen, Massenbegriffe, Flüssigkeiten, Ortsnamen, Abstrakta etc. Die zugehörigen Affixe waren im Prä-Niger-Kongo wahrscheinlich bedeutungstragende Morpheme, die dann bereits im Proto-Niger-Kongo grammatikalisiert wurden, sodass ihre Etymologie nicht mehr erkennbar ist. Immerhin ist in manchen Sprachen noch eine Ähnlichkeit von Personenklassenaffixen und Personalpronomina vorhanden.
Obwohl die Klassenzugehörigkeit von Nomina heutiger Niger-Kongo-Sprachen nur sehr schwer semantisch bestimmbar ist, wurde in vielen Forschungsarbeiten zu diesem Thema eine Liste der Bedeutungsfelder der einzelnen Nominalklassen erarbeitet. Eine Zusammenfassung dieser Ergebnisse insbesondere für die Bantusprachen geben Hendrikse und Poulos (1992), hier zitiert nach Nurse (2003). Die Bedeutungsfelder sind in der Tabelle des nächsten Abschnitts zusammengefasst. Ein Blick in diese Tabelle zeigt viele Überschneidungen der Bedeutungsfelder der einzelnen Klassen, z. B. können Tiere den Klassen 3–4, 5–6, 7–8, 9–10 und anderen zugeordnet werden. Somit ist fast nie vorhersagbar, zu welcher Klasse ein Substantiv einer bestimmten Bedeutungskategorie gehört. Eine Ausnahme stellen die Personenbezeichnungen dar, die fast immer den Klassen 1 (Singular) und 2 (Plural) zugeordnet sind. Ansonsten ist die Klasse eines Nomens ein lexikalisches Merkmal.

#### Formale Ähnlichkeit der Klassenaffixe
Das von den Gegnern einer genetischen Einheit des Niger-Kongo häufig vorgebrachte Argument, Nominalklassensysteme seien nur typologische Merkmale ohne genetische Relevanz und sie seien außerdem in fast allen afrikanischen Sprachen verbreitet, ist nach Auffassung nahezu aller Spezialisten dieser Sprachgruppe falsch. Die Systeme der Nominalkategorisierung sind in den afrikanischen Sprachen im Gegenteil sehr unterschiedlich. So hat das Afroasiatische ein Genussystem, Nord-Khoisan eine kleine Zahl von Nominalklassen, die aber nicht am Nomen gekennzeichnet werden, Zentral-Khoisan wiederum ein Genussystem mit Femininum, Maskulinum und Neutrum. Einige Gruppen des Nilosaharanischen haben einfache Nominalklassensysteme, was ein Hinweis auf eine entfernte Verwandtschaft des Niger-Kongo mit dem Nilosaharanischen sein könnte (siehe unten „Niger-Kongo und Nilosaharanisch“). Natürlich gibt es Nominalklassensysteme auch in anderen Teilen der Erde, so in den kaukasischen, australischen und – besonders ausgeprägt – in den jenisseischen Sprachen.
Entscheidend für die genetische Verwandtschaft ist aber die Tatsache, dass die Klassenaffixe in den einzelnen Zweigen des Niger-Kongo eine Übereinstimmung oder Ähnlichkeit in Form und Bedeutung aufweisen, sie also ein gemeinsames Erbe aus der gemeinsamen Protosprache sein müssen.
Klassenaffixe in den Zweigen des Niger-Kongo und die Bedeutungsfelder der Klassen im Bantu
| Klasse | Proto- Bantu Präfix | Kordof. | Atlant. | Gur | Kwa | Benue | Bedeutungsfeld der Klasse im Bantu                                        |
| ------ | ------------------- | ------- | ------- | --- | --- | ----- | ------------------------------------------------------------------------- |
| 1      | mu-, u-             | gu-, w- | .       | u   | o-  | u-    | menschliche Wesen, Personifikationen, Verwandtschaftsbezeichnungen        |
| 2      | ba-                 | b-      | ba-     | ba  | ba- | ba-   | Plural der Klasse 1                                                       |
| 3      | mu-, gu-            | gu-     | .       | ŋu  | o-  | u-    | Naturphänomene, Körperteile, Pflanzen, Tiere                              |
| 4      | mi-, gi-            | gi-     | .       | ŋi  | i-  | i-    | Plural der Klasse 3                                                       |
| 5      | i-, di-             | j-,li-  | e-de-   | di  | .   | li-   | Naturphänomene, Tiere, Körperteile, Paariges, Derogativa                  |
| 6      | ma-, ga-            | m-,ŋ-   | a-ga-   | ŋa  | .   | a-    | Plural der Klassen 5 und 14; Massenbegriffe, Flüssigkeiten, Zeitangaben   |
| 7      | ki-                 | .       | a-ka-   | .   | ki- | ki-   | Körperteile, Werkzeuge, Insekten; Krankheiten u. a.                       |
| 8      | bi-                 | .       | .       | .   | bi- | bi-   | Plural der Klasse 7                                                       |
| 9      | n-, ji-             | .       | in-     | .   | .   | i-    | Tiere; auch Menschen, Körperteile, Werkzeuge                              |
| 10     | n-,ji-              | .       | a-na-   | .   | .   | i-    | Plural der Klassen 9 und 11                                               |
| 11     | du-, lu-            | .       | u-du-   | .   | .   | lu-   | lange, dünne Dinge, längliche Körperteile; Sprachen, Naturphänomene u. a. |
| 12     | tu-                 | .       | .       | si  | ti- | ti-   | Plural der Klassen 13 und 19                                              |
| 13     | ka-                 | .       | .       | ka  | ka- | ka-   | Diminutiva, Derogativa; aber auch Augmentativa                            |
| 14     | bu-                 | .       | u-bu-   | bu  | bu- | bu-   | Abstrakta, Eigenschaften, Kollektiva                                      |
| 15     | ku-                 | .       | .       | ku  | ku- | ku-   | Infinitive; einige Körperteile, z. B. Arm, Bein                           |
| 19     | pi-                 | .       | V-pV-   | fu  | .   | .     | Diminutiva (sg.)                                                          |

Diese Tabelle basiert auf Bendor-Samuel 1989 (Vergleich der Affixe in mehreren Zweigen) und auf Hendrikse und Poulos 1992 (Bedeutungsfelder der Klassen im Bantu). Die Tonangaben wurden zur Vereinfachung weggelassen. Die Tabelle zeigt eindeutig, dass die Affixe vergleichbarer Klassen auch ihrer Form nach in den einzelnen Zweigen des Niger-Kongo erkennbare Ähnlichkeiten aufweisen. Das ist ein starkes Indiz für die gemeinsame Herkunft dieser Morpheme aus dem Proto-Niger-Kongo und damit für die genetische Einheit der Niger-Kongo-Sprachen.

### Verbalerweiterungen
Durch verschiedene Suffixe am Verbalstamm können in allen Niger-Kongo-Sprachen abgeleitete Verben (Derivate) gebildet werden. Auf diese Weise werden aus einem Grundverb Kausative, Intransitive, Reziproke (wechselseitige Handlung), Benefaktive, Reflexive (Handlung bezieht sich auf die handelnde Person), Passive und andere Bedeutungsvarianten abgeleitet. Einige der Derivationsendungen zeigen in mehreren Zweigen des Niger-Kongo bei gleicher Funktion eine ähnliche Form, sie haben sich also aus gemeinsamen protosprachlichen Vorgängern entwickelt (vgl. E. Voeltz: Proto-Niger-Congo Verb Extensions 1977). Dazu zwei Beispiele aus den Bantusprachen:
Der protosprachliche Reziprok-Marker (reziprok = wechselseitig) „-ana“ hat sich in vielen Bantusprachen erhalten, z. B.
- Swahili: pend-ana „sich gegenseitig lieben“
- Lingala: ling-ana „sich gegenseitig lieben“
- Zulu: bon-ana „sich gegenseitig sehen“
- Ganda: yombag-ana „miteinander kämpfen“

Der Kausativ-Marker „-Vsha“ erscheint als -Vsha im Swahili, -ithia im Gikuyu, -isa im Zulu, -Vtsa im Shona, -Vsa im Sotho und -isa im Lingala. („V“ steht hier für einen beliebigen Vokal.)

### Gemeinsamer Grundwortschatz
Die folgende Tabelle gibt einige Beispiele für Wortgleichungen, die alle Hauptzweige des Niger-Kongo und vor allem auch das Kordofanische umfassen. Leider ist es beim heutigen Forschungsstand noch nicht möglich, für jede größere Untereinheit des Niger-Kongo ein rekonstruiertes Proto-Lexem heranzuziehen. Deswegen werden in jeder Untergruppe stellvertretend Sprachen ausgewählt (und angegeben), die das entsprechende Wort in einer ähnlichen Lautgestalt aufweisen. Die Quellen sind Westermann 1927, Greenberg 1963, Blench 1995 und Williamson 2000.
Wortgleichungen des Niger-Kongo
| Gruppe       | schwarz         | Blut         | Bogen         | Hund            | Ohr, hören     | Bein, Fuß        | Mund           |
| Kordofanisch | piim (Lafofa)   | nyi (Lafofa) | thai (Tegem)  | bwa (Eliri)     | geenu (Talodi) | kpaga (Koalib)   | ŋger (Raschad) |
| Mande        | biine (Soninke) | ɲemi (Wan)   | sa (Boko)     | gbɛɛ (Tura)     | .              | keŋ (Vai)        | na (Kpelle)    |
| Atlantisch   | bir (Temnisch)  | ɲif (Safut)  | ta (Gola)     | o-bol (Pepel)   | kenu (Gola)    | ekpa (Gola)      | o-nyââ (Gola)  |
| Ijoid        | bire (Defaka)   | .            | tei (Kolok.)  | e-bere (Defaka) | naa (Ijo)      | .                | .              |
| Kru          | .               | ɲimo (Kuwaa) | tâ (Seme)     | gbe (Guere)     | noa (Grebo)    | .                | ŋo (Bete)      |
| Gur          | biri (Birifor)  | ɲim (Bieri)  | ta-mo (Dgare) | baara (Moore)   | nuu (Lobiri)   | kparaɤa (Lorhon) | .              |
| Adamawa-Ub.  | vir (Pangseng)  | ngia (Gbaya) | ta (Mumuye)   | bwe (Yungur)    | t-naa (Zing)   | kanga (Mba)      | nyaa (Zing)    |
| Kwa          | bile (Agni)     | ŋga (Edile)  | to (Baule)    | gba (Ebrie)     | nu (Logba)     | akpa (Logba)     | nɛɲ (Adyukru)  |
| Benue-Kongo  | virki (Dakoid)  | egya (Nupe)  | o-ta (Piti)   | ebua (Efik)     | nu (Igbo)      | okpa (Igbo)      | inwa (Efik)    |
| Proto-Bantu  | pi(r)           | ŋinga        | taa           | bua             | .              | kono             | nua            |

Die aufgeführten Wortgleichungen enthalten keine weitverbreiteten „allafrikanischen“ Wörter, wie z. B. für „wissen“, „kaufen“, „Knie“, „Hals“ oder „Nacken“, „Zunge“, „Zahn“, „Mond“, „Stein“ oder „Hügel“ u. a., die natürlich zur genetischen Frage nichts beitragen können (sie sind allenfalls ein Hinweis auf noch größere verwandtschaftliche Einheiten). Insgesamt ist das verfügbare etymologische Material sehr umfangreich (mehrere hundert Wortgleichungen gelten als gesichert), allerdings enthalten nur relativ wenige auch kordofanische Vertreter.

### Bemerkungen zur Phonologie
Da es bisher keine umfassende Rekonstruktion des Proto-Niger-Kongo gibt, kann auch keine definitive Phonemliste der Protosprache präsentiert werden. Deswegen hier nur einige Bemerkungen zur Phonologie (basierend auf Bendor-Samuel 1989).
Wurzelstruktur
Die Wurzelstruktur des Proto-Niger-Kongo scheint KVKV (K = Konsonant, V = Vokal) gewesen zu sein, wie sie im Mande, Ijoid und Bantu bezeugt ist. In anderen Gruppen wurde sie durch Lautveränderungen vereinfacht. Verben haben häufig ein KV-Suffix, das zur Bildung von Verbalableitungen verwendet wird (siehe oben „Verbalerweiterung“), Nomina tragen ursprünglich ein Klassenpräfix der Form KV oder V. Damit ergeben sich folgende Grundformen:
- Nomen: (K)V-KVKV
- Verb: KVKV[-KV]

Konsonanteninventar
Stewart rekonstruierte 1983 für das Proto-Volta-Kongo, den größten Primärzweig des Niger-Kongo, folgende Konsonanten:
Rekonstruierte Konsonanten des Proto-Volta-Kongo
|                 | labial | alveolar | palatal | velar | labiovel. |
| --------------- | ------ | -------- | ------- | ----- | --------- |
| Stops stimmlos  | p      | t        | c       | k     | kp        |
| Stops stimmhaft | b      | d        | j       | g     | gb        |
| Nasale          | m      | n        | ɲ       | .     | ŋm        |
| Approximanten   | w      | ɫ        | y       | .     | .         |

Mukarovsky kam 1977 für sein „Proto-West-Nigritisch“ (entspricht dem Niger-Kongo ohne die Mande-Gruppe) zu im Wesentlichen denselben Ergebnissen. Diese Verhältnisse haben sich auf dem langen Weg bis zu den heutigen Sprachen natürlich in den einzelnen Gruppen zu sehr unterschiedlichen Lautsystemen entwickelt. Ein Beispiel zeigt das Konsonanteninventar heutiger Bantusprachen, bei dem die Pränasalierung (/n-/ oder /m-/ tritt vor den einleitenden Konsonanten, z. B. wird /t/ zu /nt/) eine große Rolle spielt:
Konsonanteninventar heutiger Bantusprachen
|                      | labial | alveolar | palatal | velar |
| -------------------- | ------ | -------- | ------- | ----- |
| stimmlose Plosive    | p      | t        | .       | k     |
| stimmhafte Ejektive  | b      | d        | .       | g     |
| stimmhafte Implosive | ɓ      | ɗ        | .       | ɠ     |
| Affrikate            | .      | ts/dz    | tʃ/dʒ   | .     |
| Approximanten        | β      | l        | .       | ɣ     |
| Nasale               | m      | n        | ɲ       | ŋ     |
| Pränasalierte 1      | mp     | nt       | .       | ŋk    |
| Pränasalierte 2      | .      | nts      | ntʃ     | .     |
| Pränasalierte 3      | mb     | nd       | .       | ŋg    |
| Pränasalierte 4      | .      | ndz      | ndʒ     | .     |

Die Ejektivlaute entsprechen der deutschen Aussprache von b, d und g. Einige südliche Bantusprachen haben durch Kontakt mit Khoisan-Sprachen auch deren Klicklaute übernommen. Dies betrifft vor allem Sprachen der Guthrie-Gruppen S40 und S50, insbesondere Zulu (12 Klicklaute) und Xhosa (15 Klicks).
Vokale
Für das Proto-Niger-Kongo wird ein System von bis zu zehn Vokalen angenommen (das Proto-Bantu hat davon sieben behalten). Weit verbreitet ist in den heutigen Niger-Kongo-Sprachen eine Art der Vokalharmonie, die im Idealfall durch die beiden Vokalklassen /i, e, ə, o, u/ und /ɨ, ɛ, a, ɔ, ʊ/ definiert ist. Infolge der Vokalharmonie werden die Vokale der Affixe von Nomina und Verben der Färbung des Wurzelvokals angepasst. Allerdings findet dieses Prinzip in den einzelnen Untereinheiten und Sprachen des Niger-Kongo sehr unterschiedliche Anwendungen. Nasalierung von Vokalen ist weit verbreitet und hat phonemische Bedeutung.
Tonsprache
Man kann annehmen, dass das Proto-Niger-Kongo eine ausgeprägte Tonsprache war (was natürlich nur typologisch, aber nicht genetisch relevant ist), da auch heute seine meisten Zweige ein bedeutungsdifferenzierendes System von zwei oder drei Tonhöhen besitzen. So sind z. B. über 95 % der Bantusprachen Tonsprachen, eine Ausnahme bildet gerade die bekannteste, das Swahili.
Die folgende Tabelle gibt eine Übersicht über die Verwendung der Tondifferenzierung in den einzelnen Untergruppen des Niger-Kongo. Es kommen bis zu fünf unterschiedliche Tonstufen vor: H hoch, T tief, M mittel; in Ausnahmefällen SH sehr hoch, ST sehr tief.
Tonsysteme in den Niger-Kongo-Sprachen
| Zweig           | H, T                     | H, M, T                 | SH, H, M, T        | SH, H, M, T ST |
| --------------- | ------------------------ | ----------------------- | ------------------ | -------------- |
| Kordofanisch    | fast alle                | .                       | .                  | .              |
| Mande           | Jula Ligbi Mende         | Mwan Ngain Yakuba       | Gban Tura          | Dan            |
| Atlantisch      | Sherbro Temne            | Basari Bedik            | .                  | .              |
| Ijoid           | Ijo                      | .                       | .                  | .              |
| Kru             | .                        | Godie Klao              | Nyabwa Seme        | .              |
| Gur             | Dagbani Konkomba Kusal   | Basari Nafaara Kasem    | Bwamu Baatonum     | .              |
| Adamawa- Ubangi | Longuda Gbaya            | Mumuye Duru Zande       | Dowayo             | .              |
| Kwa             | Ga Akan Anyi Baule       | Ega Dangme Krobu Mbatto | Sele               | .              |
| Benue-Kongo     | Efik Igbo Edo Tiv Ekpeye | Yoruba Jukun Bekwarra   | Kutep Icen Mambila | Ashuku         |

Die Tabelle ist nach Bendor-Samuel 1989 zusammengestellt.

## Niger-Kongo und seine Untereinheiten
Das Niger-Kongo ist also – wie die Ausführungen des vorigen Abschnitts belegen – eine genetische Einheit, d. h. eine Sprachfamilie, deren Sprachen phonologische, grammatische und lexikalische Gemeinsamkeiten aufweisen, die nur dadurch zu erklären sind, dass alle Sprachen von einer gemeinsamen Vorgängersprache, dem Proto-Niger-Kongo abstammen. Den wichtigsten – wenn auch nicht ersten – Schritt zu dieser Erkenntnis vollzog Joseph Greenberg 1948 vor allem auf lexikalischer Basis (mit der umstrittenen Methode des lexikalischen Massenvergleichs). Seine Ergebnisse und Unterklassifikationen, die er in seinem Buch von 1963 zusammenfasste, wurden zwar in Details korrigiert, haben aber im Wesentlichen bis heute Bestand und sind die Basis für zukünftige Forschungsarbeiten. Allerdings wurde wegen des riesigen Umfangs des Niger-Kongo bisher keine Protosprache für die Gesamtfamilie rekonstruiert (deren Alter mit mindestens 10.000 Jahren anzusetzen ist), es gibt lediglich Rekonstruktionen für einzelne Untergruppen, am gründlichsten für die Bantusprachen.

### Die Primärzweige des Niger-Kongo
Nach der aktuellen Klassifikation von Williamson-Blench (in Heine-Nurse 2000) besitzt das Niger-Kongo die sechs Primärzweige oder Haupteinheiten, nämlich Kordofanisch, Mande, Atlantisch, Dogon, Ijoid und Volta-Kongo, wobei vor allem das Volta-Kongo wiederum aus sehr vielen Untereinheiten besteht, eine davon ist das Bantu. Die folgende Tabelle zeigt die Anzahl der Sprachen, die Sprecherzahlen und geografische Verbreitung der Primärzweige.
Die Primärzweige des Niger-Kongo
| Zweig        | Anzahl Sprachen | Anzahl Sprecher | Hauptverbreitungsgebiet                           |
| ------------ | --------------- | --------------- | ------------------------------------------------- |
| Kordofanisch | 23              | 0,3 Mio.        | Sudan (Staat): Nuba-Berge                         |
| Mande        | 59              | 21 Mio.         | Westafrika: Mali, Guinea, Liberia, Elfenbeinküste |
| Atlantisch   | 50              | 27 Mio.         | Westafrika: Senegal, Gambia, Guinea, Sierra Leone |
| Dogon        | 1               | 0,6 Mio.        | Mali, Burkina Faso                                |
| Ijoid        | 10              | 1,6 Mio.        | Nigeria: Niger-Delta                              |
| Volta-Kongo  | 1253            | 322 Mio.        | West-, Zentral- und Südafrika                     |

Die Angaben zu den Sprachen- und Sprecherzahlen basieren auf dem unten angegebenen Weblink „Klassifikation der Niger-Kongo-Sprachen“. Für diese Zahlen gelten die üblichen Vorsichtsregeln (dazu ausführlich der Artikel Sprachfamilien der Welt).
Abspaltung der Primärzweige
Es ist nun nicht davon auszugehen, dass sich alle Primärzweige gleichzeitig aus dem Proto-Niger-Kongo abgespalten haben. Nach dem aktuellen Forschungsstand (Williamson und Blench in Heine-Nurse 2000) geht man auf Grund sprachvergleichender Untersuchungen davon aus, dass sich das Kordofanische als erste Gruppe abgetrennt hat, gefolgt vom Mande- und Atlantik-Zweig (hier kann man bisher keinen zeitlichen Unterschied erkennen). Von diesem Rest trennten sich dann die kleinen Gruppen Ijoid und Dogon, die schließlich den großen Primärzweig Volta-Kongo zurückließen, der heute den Kern des Niger-Kongo ausmacht.
Angaben über die absolute Chronologie der Abspaltungen sind äußerst schwierig. Das Proto-Niger-Kongo hat mindestens ein Alter von 10.000, die letzte große Abspaltung aus dem Volta-Kongo – die Entstehung der Bantusprachen – wird etwa auf 3000 bis 2500 v. Chr. angesetzt. Dazwischen – also in einem Zeitraum von mindestens 5.000 Jahren – sind die Abspaltungen der Primärzweige in der oben beschriebenen Reihenfolge zu positionieren. Ehret gibt (in Heine-Nurse 2000) folgende ungefähre Daten: vor fast 10.000 Jahren die Abspaltung des Kordofanischen, vor 8.000 Jahren Abspaltung des Mande und Atlantischen, vor 6.000 Jahren Abspaltung des Ijoid und Dogon und Beginn der Ausbreitung des Volta-Kongo.
Urheimat
Hinweise auf die Urheimat des Niger-Kongo sind in der Literatur äußerst spärlich. Wahrscheinlich ist aber der Bereich des westlichen Sudan (also das subsaharanische westliche Afrika), in dem die Niger-Kongo-Sprachen auch heute noch ihre größte Vielfalt zeigen. Das weit im Osten davon angesiedelte Kordofanische muss dann auf eine sehr frühe Auswanderung zurückgehen, oder die Urheimat erstreckte sich bis an den Nil, was eher unwahrscheinlich ist. Die Ausbreitung über das ganze zentrale, östliche und südliche Afrika erfolgte nahezu ausschließlich durch die Sprecher der Bantusprachen (dazu ausführlich der Artikel Bantusprachen).

### Kordofanisch
Das Kordofanische besteht aus einer kleinen Gruppe von etwa 25 Sprachen mit zusammen 320.000 Sprechern, die im Gebiet der Nuba-Berge in der Republik Sudan gesprochen werden. Der von Joseph Greenberg 1949 eingeführte Name „Kordofanisch“ ist nicht besonders glücklich gewählt, da die Nuba-Berge nicht zu Kordofan (Kurdufan) gehören, sondern nur daran angrenzen. Das kordofanische Sprachgebiet stellt eine Exklave des ansonsten weitgehend zusammenhängenden Niger-Kongo-Gebietes dar, es ist von nilosaharanischen Sprachen (Nubisch, Nyimang, Temein, Daju-Sprachen) und dem Arabischen umgeben. Die bedeutenderen Sprachen sind Koalib, Tira, Moro, Dagik-Ngile und Tegali, jeweils mit etwa 30 – 40.000 Sprechern. Von keiner kordofanische Sprache gibt es bisher eine umfassende grammatische Beschreibung, eine Rekonstruktion des Proto-Kordofanischen (Protosprache der kordofanischen Sprachen) war deswegen bisher nur in Ansätzen möglich.
Das Kordofanische hat sich als erste Gruppe vom Niger-Kongo abgespalten und weist nur relativ geringe gemeinsame Merkmale mit anderen Niger-Kongo-Sprachen auf. Diese reichen aber aus, um nach heutigem Wissensstand die Zugehörigkeit zur Niger-Kongo-Familie wahrscheinlich zu machen. So zeigten Greenberg (1963) und Schadeberg (1981), dass sich die Nominalklassenaffixe der kordofanischen Sprachen regulär auf die der übrigen Niger-Kongo-Sprachen beziehen lassen. Allerdings sind die lexikalischen Gemeinsamkeiten des Kordofanischen mit dem restlichen Niger-Kongo eher gering, so dass ein Restzweifel an der Einordnung der kordofanischen Sprachen bestehen bleibt.
Nominalpräfixe der kordofanischen Sprachen im Vergleich (Schadeberg 1981)
| Sprachgruppe | Klasse 1 Mann, Frau | Klasse 3 Baum, Holz | Klasse 4 Plural zu 3 | Klasse 5 Kopf, Name | Klasse 6 Plural zu 5 | Klasse 7 Blut, Wasser |
| Kordofanisch | gu-, w-, b-         | gu-, w-, b-         | j-, g-               | li-, j-             | ŋu-, m-              | ŋ-                    |
| Atlantisch   | gu-                 | gu-                 | ci-                  | de-                 | ga-                  | ma-                   |
| Gur          | -a                  | -bu                 | -ki                  | -de                 | -a                   | -ma                   |
| Kwa          | o-                  | o-                  | i-                   | li-                 | a-                   | n-                    |
| Benue-Kongo  | u-                  | u-                  | ti-                  | li-                 | a-                   | ma-                   |
| Bantu        | mu-                 | mu-                 | mi-                  | di-                 | ma-                  | ma-                   |

Das Nominalklassensystem ist bei den kordofanischen Sprachen in unterschiedlichem Umfang ausgeprägt. In manchen Sprachen gibt es Systeme mit etwa 15 Klassen mit unterschiedlichen Präfixen für Singular und Plural für zählbare Objekte oder Wesen. Nur Eigennamen und Verwandtschaftsbezeichnungen werden nicht präfigiert, die Pluralbildung der Verwandtschaftstermini erfolgt durch Suffixe. In den einzelnen Nominalklassen werden teilweise sehr heterogene Dinge zusammengefasst, so dass man kaum von Bedeutungsfeldern sprechen kann (jedenfalls sind sie nicht mehr erkennbar). In anderen Sprachen fehlen die Nominalklassen ganz, der Plural wird durch vokalisches Präfix und/oder das Suffixe gebildet. Die präfigierenden Klassensprachen haben in der Regel auch Konkordanz, d. h., dass die vom Subjekt abhängigen Wörter eines Satzes Formative besitzen, die mit den Klassenpräfixen des Subjekts übereinstimmen.
Verbalerweiterungen sind in allen kordofanischen Sprachen häufig, es handelt sich aber in der Regel um Innovationen (Neubildungen, die nicht aus dem Proto-Niger-Kongo stammen). Die Satzstellung ist in der Regel SVO (Subjekt-Verb-Objekt), es werden ausschließlich Präpositionen verwendet. In der Nominalphrase steht das bestimmte Nomen vorn, seine Erweiterungen und Ergänzungen (Attribute, Possessivum, Numerale und Demonstrativum) folgen nach.

### Mande
Die Mande-Sprachen haben sich – wie die kordofanischen – ebenfalls relativ früh von den übrigen Niger-Kongo-Sprachen abgespalten und weisen etliche spezifische Merkmale auf, insbesondere besitzen sie keine Nominalklassen. Dennoch gilt ihre Zugehörigkeit zum Niger-Kongo inzwischen als gesichert, wenn auch Ähnlichkeiten mit dem heute als nilosaharanisch klassifizierten Songhai von mehreren Forschern festgestellt wurden. Als Gruppe verwandter Sprachen wurden die Mande-Sprachen bereits im 19. Jahrhundert identifiziert. Sigismund Wilhelm Koelle benutzte 1854 als erster den Namen „Mandenga“ für diese Gruppe, der auf einheimische Bezeichnungen zurückgeht.
Die etwa 60 Mande-Sprachen werden von rund 19 Mio. Menschen im Westsudangebiet in den Staaten Mali, Guinea, Liberia, Elfenbeinküste und Burkina Faso gesprochen. Sie zerfallen in zwei Hauptzweige, den größeren West-Mande-Zweig mit 16 Mio. Sprechern (sein Kern sind die Manding-Sprachen) und Ost-Mande mit zusammen nur 2–3 Mio. Sprechern. Die bedeutendsten Mande-Sprachen sind Bambara (Verkehrssprache in Mali mit bis zu 10 Mio. Sprechern inkl. Zweitsprecher), Dioula oder Jula (4 Mio. inkl. Zweitsprecher), Maninka (Ost-Malinke) (2 Mio.) und Mandinka (1,2 Mio.), alle aus dem Manding-Hauptzweig. Weitere Millionensprachen sind Mende (2 Mio.), Soninke (1,1 Mio.) und Kpelle (1 Mio.). Dan oder Yakuba (1 Mio. Sprecher, Elfenbeinküste) ist die größte Sprache des Ost-Zweigs.
Die Mande-Sprachen besitzen keine Nominalklassen, weswegen ihre Zugehörigkeit zum Niger-Kongo häufiger in Frage gestellt wurde. Die meisten Mande-Sprachen sind Tonsprachen mit bis zu drei Tonebenen, der Ton wird auch zur Unterscheidung von Singular und Plural eingesetzt und ist eher an Morpheme als an einzelne Silben gebunden. Es gibt freie und gebundene Nomina, letztere werden grundsätzlich von einem Possessivpronomen begleitet; dazu gehören die Verwandtschaftsbezeichnungen und Namen von Körperteilen (also grundsätzlich „meine, deine … Hand“, aber nicht „die Hand“).

### Atlantisch
Die etwa 50 atlantischen Sprachen (von Joseph Greenberg ursprünglich „westatlantisch“ genannt) werden von der Mündung des Senegal entlang der atlantischen Küste bis Liberia – vor allem in den heutigen Staaten Senegal, Gambia, Guinea, Sierra Leone, Mali, Niger, Nigeria, Ghana und Burkina Faso – von etwa 27 Mio. Menschen gesprochen. Die mit Abstand wichtigste atlantische Sprache ist das Fulfulde (auch Ful, Fula, Fulani, Pulaar oder Peul genannt), dessen Dialekte von 18 Mio. Muttersprachlern und von mindestens weiteren 4 Mio. Zweitsprechern gesprochen werden. Weitere nordatlantische Hauptsprachen sind das dem Ful nah verwandte Wolof (8 Mio. mit Zweitsprechern, die Hauptsprache des Senegal), das Serer-Sine mit 1,2 Mio. Sprechern und das südatlantische Temne (1,5 Mio. Sprecher, Sierra Leone).
Das Atlantische gliedert sich in drei Hauptzweige: Nord-Atlantisch mit 24,5 Mio. Sprechern der größte Zweig, Süd-Atlantisch (2,5 Mio. Sprecher) und die isolierte Sprache Bijago oder Bissago, die von den Bijagos auf dem Guinea-Bissau vorgelagerten Bissagos-Archipel gesprochen wird und keinem der beiden großen Zweige zugeordnet werden kann. Das Atlantische hat sich schon früh – etwa gleichzeitig mit den Mande-Sprachen – von der Hauptlinie des Niger-Kongo abgespalten.
Die atlantischen Sprachen besaßen ursprünglich ein voll ausgebildetes Nominalklassensystem, das durch Präfixe und Augmente (Prä-Präfixe) markiert wurde und über Konkordanz auf den gesamten Satz wirkte. Die Klassenpräfixe wurden später häufig abgeschliffen und durch Suffixe oder Augmente ersetzt. Der Wechsel des Anlautkonsonanten hat grammatische Bedeutung, häufig kennzeichnet er die Pluralbildung. Die übliche Satzstellung ist SVO (Subjekt-Verb-Objekt), es werden in der Regel Präpositionen. In der Nominalphrase steht das bestimmte Nomen in der Regel vorn, es folgen seine Attribute und Ergänzungen.
Für die Einbettung des Atlantischen in das Niger-Kongo spricht insbesondere die Ähnlichkeit mancher atlantischer Klassenpräfixe mit denen des Bantu:
- be- Plural von Lebewesen, vgl. Bantu ba-
- mo-, wo- Singular von Lebewesen, vgl. Bantu mu-
- ma- Kollektiva, vgl. Bantu ma-

### Dogon
Das Dogon ist innerhalb des Niger-Kongo eine isolierte Sprache, die einen eigenen Primärzweig bildet. Alle Versuche, sie anderen Gruppen des Niger-Kongo zuzurechnen, sind bisher fehlgeschlagen. Dogon wird von rund 600.000 Menschen in Mali und Burkina Faso gesprochen. Das Zentrum der Dogonkultur ist das Dogon-Land in Zentral-Mali mit dem Hauptort Bandiagara (etwa 60 km östlich von der am Niger gelegenen Stadt Mopti). Viele Dogon – vor allem die Männer und jungen Leute – beherrschen auch die Landessprache Bambara (eine Mande-Sprache). Ob das Dogon eine einzige Sprache mit vielen, teilweise recht abweichenden Dialekten oder eine kleine Sprachfamilie mit etwa fünf bis acht Sprachen ist, lässt sich kaum endgültig entscheiden.
Das Nominalklassensystem ist in der Dogon-Sprache in Resten erhalten, allerdings gibt es keine Klassenpräfixe. Bezeichnungen für menschliche Wesen haben spezielle Plural suffixe. Die Satzstellung ist SOV (Subjekt-Objekt-Verb). Das Nomen steht vor seinem Attribut, Possessivum, Numerale und Demonstrativum.

### Ijoid

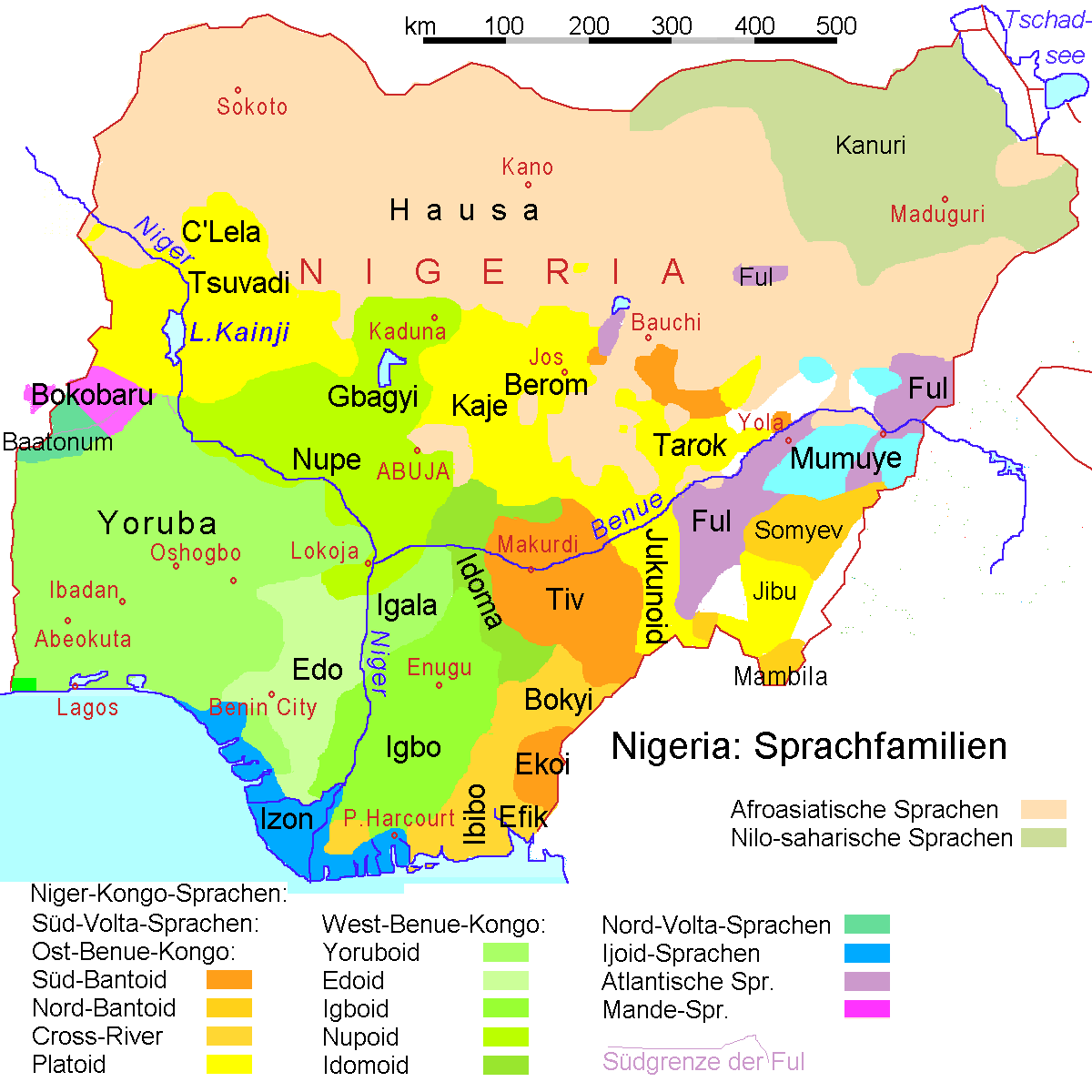
Sprachen und Ethnien in Nigeria

Ijoid ist eine kleine Familie von etwa zehn Sprachen, die von rund 1,6 Mio. Menschen im Niger-Delta in Nigeria gesprochen werden. Es besteht einerseits aus dem Defaka, das nur noch 200 Sprecher hat, andererseits aus der Ijo-Gruppe. Dazu gehören außer dem eigentlichen Ijo (auch Ijaw oder Izon; 1 Mio. Sprecher) Kalabari und Kirike mit jeweils 250.000 Sprechern und sechs kleinere Sprachen.
Die ijoiden Sprachen sind untereinander eng verwandt und bilden – abgesehen vom Defaka – ein Dialektkontinuum. Von den anderen Niger-Kongo-Sprachen unterscheiden sie sich deutlich durch mehrere Merkmale. Das Nominalklassensystem ist noch in Resten erhalten, für „menschliche Wesen“ entstanden neue Klassensuffixe. Die Pronomina haben ein Genussystem ausgebildet (Maskulinum, Femininum, teilweise Neutrum), was ansonsten für Niger-Kongo-Sprachen völlig unüblich ist. Die Satzstellung ist wie bei den Mande-Sprachen und beim Dogon SOV (Subjekt-Objekt-Verb), während sonst im Niger-Kongo eher SVO bevorzugt wird (dazu Claudi 1993).

### Volta-Kongo

#### Übersicht und Gliederung
Das Volta-Kongo stellt mit Abstand den größten und komplexesten Primärzweig des Niger-Kongo dar. Die etwa 1250 Volta-Kongo-Sprachen werden in West-, Zentral- und ganz Südafrika gesprochen. Volta-Kongo besteht nach dem aktuellen Forschungsstand (Williamson-Blench 2000) aus den beiden Hauptzweigen Nord-Volta-Kongo mit 276 Sprachen und 28 Mio. Sprechern und dem Süd-Volta-Kongo (auch Kwa-Benue-Kongo) mit 977 Sprachen und fast 300 Mio. Sprechern, zu dem auch die Bantusprachen gehören.
Nord-Volta-Kongo gliedert sich in die Zweige Kru, Gur, Senufo und Adamawa-Ubangi. Sie werden in Westafrika von Liberia bis Kamerun gesprochen. Das nach seiner Sprecherzahl etwa zehnmal so große Süd-Volta-Kongo hat die Haupteinheiten Kwa (das „westliche Kwa“ nach Greenberg) und Benue-Kongo, das wiederum aus dem West-Benue-Kongo (Greenbergs „Ost-Kwa“) und Ost-Benue-Kongo („Benue-Kongo“ nach Greenberg) besteht. Ob die Benue-Kongo-Sprachen insgesamt – wie seit Greenberg allgemein angenommen und in Bendor-Samuel 1989 dargestellt – eine gültige genetische Einheit ausmachen, ist bisher nicht eindeutig geklärt.
Die etwa 75 (westlichen) Kwa-Sprachen werden von 21 Mio. in den Staaten Elfenbeinküste, Ghana, Togo, Benin und Nigeria gesprochen. West-Benue-Kongo (bestehend aus Yoruboid, Edoid, Igboid, Nupoid, Idomoid und kleineren Gruppen) wird in Togo, Benin und Südnigeria gesprochen (73 Sprachen mit 48 Mio. Sprechern), Ost-Benue-Kongo hat insgesamt etwa 800 Sprachen mit 225 Mio. Sprechern und gliedert sich in die beiden Hauptgruppen Platoid (unter anderem Kainji, Plateau-Sprachen, Jukunoid) und Bantoid-Cross. Letzteres besteht aus den Cross-River-Sprachen und den bantoiden Sprachen. Zum Cross-River zählen rund 70 Sprachen mit 6 Mio. Sprechern, sie werden in Südostnigeria und Kamerun gesprochen. Das Bantoid enthält alle ca. 500 Bantusprachen, zusätzlich einige in Südnigeria und Kamerun gesprochene Gruppen (Jarawoid, Tivoid, Beboid, Ekoid, Graslandsprachen u. a.), die mit den Bantusprachen eng verwandt sind.
Weitere Details über das Volta-Kongo und seine Untergruppen sind dem folgenden Stammbaum, der tabellarischen Übersicht (Sprachen- und Sprecherzahlen, geografische Verbreitung) und den speziellen Artikeln über die Hauptgruppen des Volta-Kongo zu entnehmen.
Gliederung des Volta-Kongo
- Volta-Kongo
  - Nord-Volta-Kongo
    - Kru
    - Gur (Voltaisch)
    - Senufo
    - Adamawa-Ubangi

  - Süd-Volta-Kongo
    - Kwa
    - Benue-Kongo
      - West-Benue-Kongo (mit Yoruboid, Edoid, Igboid, Nupoid, Idomoid u. a.)
      - Ost-Benue-Kongo
        - Platoid (mit Kainji, Plateau-Sprachen, Tarokoid, Jukunoid u. a.)
        - Bantoid-Cross
          - Cross River
          - Bantoid
            - Nord-Bantoid (mit Dakoid, Mambiloid, Tikaroid u. a.)
            - Süd-Bantoid (mit Jarawoid, Tivoid, Beboid, Ekoid, Grasland und Bantu)

Es ist erkennbar, dass die große Gruppe der Bantusprachen genetisch innerhalb des Niger-Kongo und Volta-Kongo nur eine Unter-Unter-Einheit darstellt. Die folgende Tabelle enthält für die größeren Untergruppen des Volta-Kongo-Zweiges die Anzahl der Sprachen und Sprecher sowie die Hauptverbreitungsgebiete.
Die bedeutenden Untergruppen des Volta-Kongo-Zweiges
| Unterzweig      | Anzahl Sprachen | Anzahl Sprecher | Hauptverbreitungsgebiet                             |
| --------------- | --------------- | --------------- | --------------------------------------------------- |
| Kru             | 029             | 02,3 Mio.       | Elfenbeinküste, Südliberia                          |
| Gur (Voltaisch) | 074             | 015 Mio.        | Mali, Elfenbein, Burkina Faso, Ghana, Togo, Nigeria |
| Senufo          | 015             | 02,7 Mio.       | Burkina Faso, Elfenbeinküste, Mali, Ghana           |
| Adamawa-Ubangi  | 158             | 07,6 Mio.       | Nigeria, Kamerun, Zentralafrika, Tschad, Südsudan   |
| Kwa             | 075             | 021 Mio.        | Elfenbeinküste, Ghana, Togo, Benein, Nigeria        |
| Yoruboid        | 014             | 022 Mio.        | Südwestnigeria, Benin, Togo                         |
| Edoid           | 026             | 02,6 Mio.       | Zentral-Süd-Nigeria                                 |
| Igboid          | 07              | 019 Mio.        | Südost-Nigeria                                      |
| Nupoid          | 011             | 03 Mio.         | West-Zentral-Nigeria                                |
| Idomoid         | 09              | 01,1 Mio.       | Südnigeria                                          |
| Kainji          | 054             | 01 Mio.         | Nordwest- und Nord-Zentral-Nigeria                  |
| Plateau         | 043             | 02 Mio.         | Nord-Zentral-Nigeria (keine genet. Einheit)         |
| Cross-River     | 065             | 05,6 Mio.       | Nigeria: Cross-River-Staat; Kamerun                 |
| Dakoid          | 03              | 00,5 Mio.       | Ost-Nigeria                                         |
| Tivoid          | 018             | 02,4 Mio.       | Ostnigeria, Westkamerun                             |
| Grasland        | 067             | 02,5 Mio.       | West-Kamerun                                        |
| Bantu           | 487             | 210 Mio.        | gesamtes mittleres und südliches Afrika             |

Die Bezeichnung X-oid bezeichnet eine Hauptsprache X mit ihren nah verwandten Schwestersprachen, z. B. ist Igboid die Gruppe der mit dem Igbo unmittelbar verwandten Sprachen. In der Regel handelt es sich um Dialektkontinua. Manche Forscher werten solche Gruppen auch als eine einzige Sprache.

#### Kru
Die etwa 30 Kru-Sprachen gehören zum Nord-Volta-Kongo-Zweig, sie werden in der Elfenbeinküste und in Südliberia von etwa 2,3 Mio. Menschen gesprochen. Der Name „Kru“ ist offensichtlich eine Verballhornung des Sprachnamens „Klao“, begünstigt durch englisch „crew“, da die Kru-Leute früher häufig als Matrosen auf europäischen Schiffen arbeiteten. Westermann (1927) und Greenberg (1963) rechneten Kru zu den Kwa-Sprachen, Bennet und Sterk (1977) verlagerten es in den Nord-Volta-Kongo-Zweig. Kru gliedert sich in einen östlichen und einen westlichen Zweig und drei isolierte Sprachen.
Nominalklassensysteme sind im Kru kaum erhalten, der Plural wird durch Suffixe und Veränderung des Auslautvokals gebildet. In den Nominalphrasen gibt es Konkordanzstrukturen. Die Kru-Sprachen machen regen Gebrauch von Verbalerweiterungen, etwa zur Bildung von Kausativen, Benefaktiven, Inchoativen und dem Passiv. Die Personalpronomina unterscheiden in einigen Sprachen Femininum und Maskulinum in der 2. und 3. Person Singular, sonst gibt es keine Genusdifferenzierung. Die Satzstellung ist SVO, es werden Postpositionen verwendet. Während das „Genitivattribut“ und das Possessivum vor dem bestimmten Nomen stehen, werden Adjektivattribut, Demonstrativum und Numerale dem Nomen nachgestellt.

#### Gur (Voltaisch)
Gur oder Voltaisch ist eine große Sprachfamilie von etwa 75 Sprachen, die in einem zusammenhängenden Territorium, das vom Südosten Malis über die nördliche Elfenbeinküste, Ghana, Togo und Benin bis nach Burkina Faso und Nigeria reicht, von zusammen etwa 15 Mio. Menschen gesprochen werden. Der Name „Gur“ wurde 1895 von Gottlob Krause vorgeschlagen, da einige Sprachen dieser Gruppe die erste Silbe Gur- aufweisen (Gurma, Gurunsi, Gurenne). Die Bezeichnung „Voltaisch“ nimmt Bezug auf den Fluss Volta, sie wird vor allem in der französischen Literatur verwendet (langues voltaïques).
Die genetische Einheit der Kerngruppe „Zentral-Gur“ ist seit langem unbestritten, die Zugehörigkeit einzelner Sprachen außerhalb dieses Kerns nach wie vor ungeklärt. Früher wurden auch Dogon und die Senufo-Gruppe zu den Gur-Sprache gerechnet (z. B. Bendor-Samuel 1971, De Wolf 1981). Die genetische Nähe der Gur-Sprachen zu den Kwa-Benue-Kongo-Sprachen gab den Anlass, innerhalb des Niger-Kongo den Primärzweig Volta-Kongo einzuführen.
Die mit Abstand bedeutendste Gur-Sprache ist das Mòoré, die Sprache der Mossi (mit 7 Mio. Sprechern einschließlich der Zweitsprecher). Es ist die Hauptverkehrssprache von Burkina Faso und wird auch in Mali, Togo, Benin und der Elfenbeinküste gesprochen. Andere bedeutende Gur-Sprachen mit mindestens 500.000 Sprechern sind Dagaari, Frafra, Dagbani, Kusaal, Gurma, Konkomba, Tem (Verkehrssprache in Togo), Kabiye, Lobiri und Bariba.
Fast alle Gur-Sprachen haben ein Nominalklassensystem, die meisten zeigen Konkordanz. Durchschnittlich gibt es elf Nominalklassen, die durch Suffixe markiert werden, einige Sprachen besitzen noch Klassenpräfixe bei häufig vorkommenden Substantiven. Die Wortstellung im Satz ist SVO, in der Regel werden Postpositionen verwendet. Genitivattribute und Possessivpronomina stehen vor dem Nomen, das sie näher bestimmen, Adjektivattribute, Demonstrativa und Numerale folgen ihrem Nomen. Die meisten Gur-Sprachen sind Tonsprachen mit zwei bis drei Tonhöhen, im Extremfall (Bariba) werden sogar sechs bedeutungsrelevante Tonvarianten differenziert.

#### Senufo
Die Senufo-Sprachen bilden eine kleine Gruppe von 15 nah verwandten Sprachen mit 2,7 Mio. Sprechern. Ihr Verbreitungsgebiet ist Burkina Faso, Elfenbeinküste, Mali und Ghana. Die sprecherreichste Senufo-Sprache ist Cebaara mit 1 Mio. Sprechern, andere bedeutende Sprachen sind Supyire, Mamara, Schempire, Tagwana, Dschimini und Schenara. Das Senufo ist ein Zweig des Nord-Volta-Kongo, früher wurde es zu den Gur-Sprachen gerechnet. Es gliedert sich in sechs Untereinheiten, von denen Supyire-Mamara, Tagwana-Djimini und Senari die bedeutendsten sind, die restlichen weisen nur kleinere Sprachen auf.

#### Adamawa-Ubangi
Adamawa-Ubangi besteht aus zwei getrennten Teilgruppen – Adamawa und Ubangi –, die innerhalb des Nord-Volta-Kongo eine genetische Untereinheit von 160 Sprachen mit knapp 8 Mio. Sprechern bilden, davon 2 Mio. Adamawa- und 6 Mio. Ubangi-Sprecher. Das Adamawa-Ubangi-Sprachgebiet erstreckt sich von Nordwestnigeria über Nordkamerun, den Südtschad, die Zentralafrikanische Republik, Nordgabun und beide Kongo-Staaten bis in den Südwesten des Südsudan, also fast durch ganz Zentralafrika. Sango ist eine Kreolsprache auf Basis der Ubangi-Sprache Ngbandi, als Verkehrssprache der Zentralafrikanischen Republik wird sie von bis zu 5 Mio. Sprechern genutzt. Weitere größere Sprachen sind Zande, Ngbaka, Gbaya, Mumuye, Mundang und Tupuri.
Greenberg (1949) gruppierte sie als Erster als eine Untereinheit des Niger-Kongo, zunächst unter dem Namen Adamawa-Eastern. Die Aufteilung dieser Einheit in Adamawa und Ubangi lässt sich linguistisch durch einige Unterschiede rechtfertigen: phonologisch durch eine unterschiedliche Silbenstruktur (Adamawa-Sprachen tendieren eher zu geschlossenen Silben, die bei den Ubangi-Sprachen selten sind), lexikalisch durch spezielle für die eine oder andere Gruppe charakteristische Lexeme (Boyd 1989). Allerdings sieht Bennett (1983) eher ein Sprachenkontinuum quer durch beide Untergruppen, die eine klare Trennung in „Adamawa“ und „Ubangi“ problematisch erscheinen lässt.
Die Adamawa-Sprachen sind bisher schlecht erforscht, die sprecherreichen Ubangi-Sprachen etwas besser. Das Nominalklassensystem ist reduziert, es werden Klassensuffixe verwendet, Konkordanz ist teilweise vorhanden, in einigen Sprachen sind nur noch Spuren des Klassensystems erhalten. Verbalerweiterungen sind nicht sehr häufig, üblich sind sie für Frequentative, Benefaktive und Kausative. Die normale Satzstellung ist SVO, es werden ausschließlich Präpositionen benutzt. Das Nomen steht vor seinen Ergänzungen, also vor dem Genitivattribut, Adjektivattribut, Numerale und Demonstrativum, in den Ubangi-Sprachen kann das Adjektiv auch vor dem Nomen stehen.

#### Kwa
Die Kwa-Sprachen bilden zusammen mit den Benue-Kongo-Sprachen das Süd-Volta-Kongo oder Kwa-Benue-Kongo. Die rund 75 Kwa-Sprachen werden von 21 Mio. Menschen in der Elfenbeinküste, Ghana, Togo, Benin und Südwest-Nigeria gesprochen. Im Norden grenzen die Kwa-Sprachen an das Gur-Gebiet, im Osten an die platoiden Sprachen, im Westen an Mande- und Kru-Sprachen. Die bedeutendsten Kwa-Sprachen sind Akan (Twi-Fante) (eine der wichtigsten Sprachen Ghanas, 10 Mio. Sprecher), Ewe (4 Mio., Südost-Ghana und Togo), Baule (2 Mio.), Fon (1,7 Mio., vor allem in Benin), Ga-Dangme (1,4 Mio., Accra) und Anyin (1 Mio.).
Der Name „Kwa“ wurde 1885 von Gottlob Krause eingeführt. Die Zusammenfassung der Kwa-Sprachen erfolgte zunächst nach typologischen Kriterien (Anwesenheit von Labiovelaren, Tonsprachen, Fehlen fast aller morphologischen Elemente wie Klassenaffixe und Derivationsmorpheme). Für Diedrich Westermann (1927) bildete das Kwa eine Untergruppe des Westsudanischen, für Joseph Greenberg (1963) einen Primärzweig des Niger-Kongo. Er teilte die Kwa-Sprachen in acht Untereinheiten und integrierte die zentralen Togo-Sprachen („Togo-Restsprachen“) in die Kwa-Gruppe. So werden die Kwa-Sprachen von De Wolf 1981 dargestellt. Bennett und Sterk (1977) reduzierten Greenbergs Kwa, indem sie
- die wenig einheitlichen östlichen Kwa-Untergruppen als „West-Benue-Kongo“ zum Benue-Kongo hinzufügten,
- das Ijoid als unabhängigen Primärzweig des Niger-Kongo etablierten und
- das Kru als eine selbständige Einheit des Nord-Volta-Kongo auffassten.

Das verbleibende „neue“ Kwa deckt sich mit Greenbergs „West-Kwa“. Dieser Ansatz wird heute mit kleinen Modifikationen allgemein akzeptiert.
Die Kwa-Sprachen haben unterschiedlich stark ausgeprägte Nominalklassensysteme; während das des Ega voll etabliert ist, haben andere Kwa-Sprachen reduzierte oder rudimentäre Systeme. Üblicherweise werden in der Morphologie Präfixe verwendet, es gibt einige Pluralsuffixe. Der Anlautkonsonant kann alternieren, was aber keine semantischen, sondern nur phonetische Gründe hat. Kausative, Reflexive („sich selbst lieben“) und Reziproke („sich gegenseitig lieben“) werden durch Verbalableitungen mittels Suffixen gebildet. Die 3. Person der Personalpronomina unterscheidet die Kategorien belebt und unbelebt. Die Satzstellung ist SVO, üblicherweise werden Postpositionen und keine Präpositionen verwendet. Die Nominalphrase hat keine einheitliche Struktur, häufig sind Genitiv + Nomen, Possessivum + Nomen, aber Nomen + Adjektiv, Nomen + Numerale und Nomen + Demonstrativum.
Etliche Kwa-Sprachen weisen eine serielle Verbalkonstruktion auf. Wenn eine ganze Reihe von Verben in derselben Tempus-Modus-Aspekt-Funktion hintereinander auftreten, die dasselbe Subjekt und Objekt haben, werden pronominales Subjekt und Objekt nur beim ersten Verbum markiert. Fast alle Kwa-Sprachen sind Tonsprachen, meist gibt es zwei, manchmal drei Tonhöhen, in einigen Kwa-Sprachen sogar vier Basistöne. In einigen Kwa-Sprachen gibt es Vokalharmonie; so bestimmt die Vokalharmonie im Akan (gespannte und ungespannte Vokalserien /i,e,a,o,u/ und /ɨ,ɛ,ɑ,o,ʋ/) die Vokalstruktur der Possessiv- und Subjektspronomina in Abhängigkeit von der Vokalfärbung des Stamms.

#### Benue-Kongo
Die Benue-Kongo-Sprachen bilden zusammen mit den Kwa-Sprachen den Südzweig der Volta-Kongo-Sprachen, eines Primärzweigs des Niger-Kongo. Die rund 900 Benue-Kongo-Sprachen werden von über 270 Millionen Menschen in West-, Zentral- und Südafrika gesprochen. Das Benue-Kongo besteht aus zwei ungleich großen genetische Untereinheiten, nämlich West-Benue-Kongo (70 Sprachen mit knapp 50 Mio. Sprechern in Togo, Benin und Nigeria) und das ungleich größere Ost-Benue-Kongo (830 Sprachen mit 225 Mio. Sprechern in Südost-Nigeria und ganz Zentral- und Südafrika). Das Ost-Benue-Kongo schließt insbesondere die große Familie der Bantusprachen mit ein.
Der Name Benue-Kongo wurde von Joseph Greenberg 1963 geprägt, der diese Gruppe in vier Einheiten teilte: Plateau-Sprachen, Jukunoid, Cross River und Bantoid. Nach Shimizu (1975) und Gerhardt (1989) wurden die Plateau-Sprachen, Tarokoid und Jukunoid als Zentral-Nigerianisch oder Platoid zusammengefasst. Bennett und Sterk (1977) erweiterten das Benue-Kongo durch die östlichen Gruppen von Greenbergs Kwa, nämlich Yoruboid, Edoid, Igboid, Nupoid und Idomoid. Diese Gruppen wurden dann von Blench 1989 zum West-Benue-Kongo zusammengefasst, während das ursprüngliche Greenbergsche Benue-Kongo zum Ost-Benue-Kongo wurde. Ohiri-Aniche vermuteten 1999, dass die Sprache Ukaan (vielleicht zusammen mit dem Akpes) ein Bindeglied zwischen West- und Ost-Benue-Kongo bildet, Connell (1998) schlug dagegen das Cross River als ein solches Bindeglied vor.
Untereinheiten des Benue-Kongo (Williamson-Blench 2000)
- Benue-Kongo
  - West-Benue-Kongo
    - Yoruboid
    - Edoid
    - Igboid
    - Nupoid
    - Idomoid

  - Ost-Benue-Kongo
    - Platoid
    - Bantoid-Cross
      - Cross River
      - Bantoid

Die sprachlichen Eigenschaften der Benue-Kongo-Sprachen werden in den Abschnitten über die Untereinheiten West-Benue-Kongo, Platoid, Cross River und Bantoid behandelt.

### Räumliche Verteilung und Sprecherzahlen (Grafik)

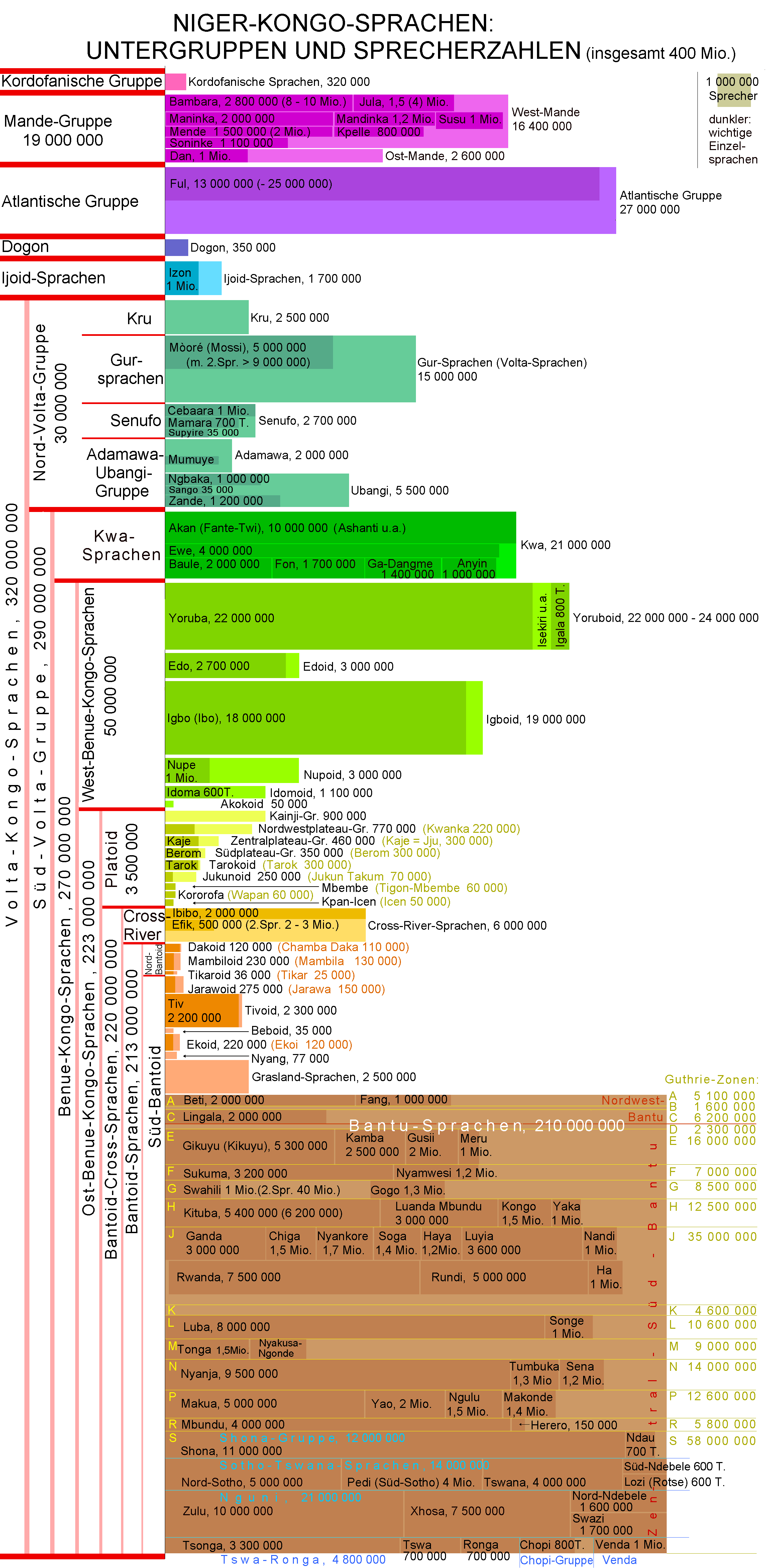
Schema der Systematik mit Sprecherzahlen

#### West-Benue-Kongo

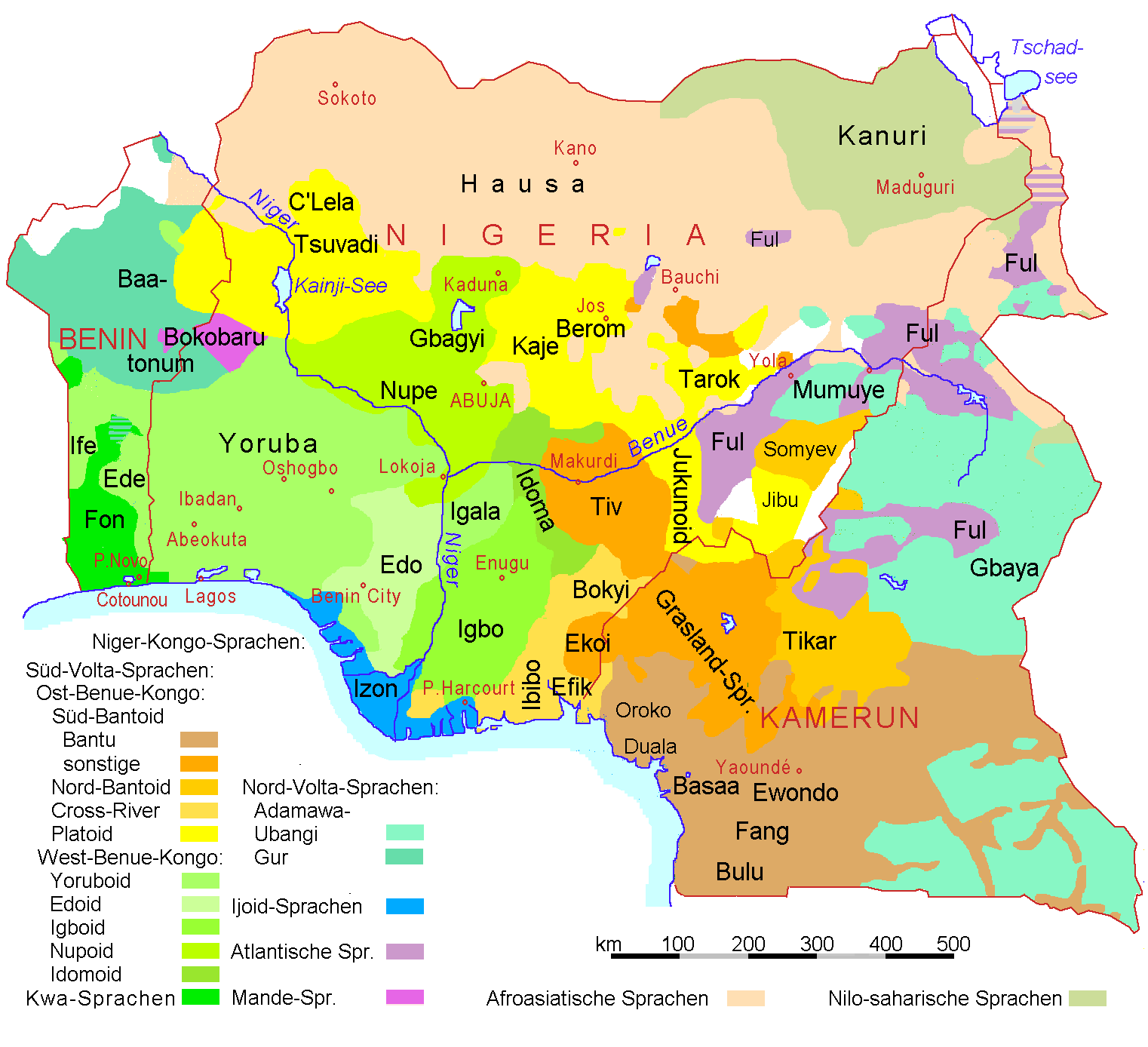
West-Benue-Kongo, Platoid, Cross-River-Sprachen, Nord-Bantoid, Süd-Bantoid außer Bantu und die Nordwestecke des Bantu-Gebietes

Das West-Benue-Kongo ist die kleinere, westliche Untergruppe des Benue-Kongo, es deckt sich ungefähr mit den Ost-Kwa-Sprachen von Greenberg 1963. Es besteht aus etwa 70 Sprachen, die in Togo, Benin und Südnigeria von rund 48 Mio. Menschen gesprochen werden. Die fünf bedeutendsten Sprachen dieser Gruppe sind Yoruba (20 – 22 Mio. Sprecher, Verkehrssprache in Südwest-Nigeria), Igbo (veraltet Ibo; 18 Mio.), Edo oder Bini (1 Mio.), Nupe (1 Mio.) und Idoma (600 Tsd.), die alle in Südnigeria gesprochen werden. Die fünf genannten Sprachen bilden zusammen mit kleineren, eng verwandten Nachbarsprachen die Untergruppen Yoruboid, Igboid, Edoid, Nupoid und Idomoid des West-Benue-Kongo. Außerdem werden noch vier Kleingruppen – Akokoid, Ayere-Ahan, Oko und Ukaan-Akpes – dazugerechnet.
Das Nominalklassensystem der West-Benue-Kongo-Sprachen weist verschiedene Ausbaustufen auf: ein volles System z. B. im Gade, ein reduziertes im Edoid, ein rudimentäres im Yoruba; es werden Nominalklassenpräfixe verwendet. Die Verbalerweiterungen sind in der Regel Innovationen (Neubildungen, die nicht aus dem Proto-Niger-Kongo stammen). Adjektive können von Zustandsverben durch eine Reduplikation der ersten Silbe (in hohem Ton) gebildet werden. Es gibt unabhängige Personalpronomen und abhängige Subjekt-, Objekt- und Possessivpronomen. Die Satzstellung ist SVO, es werden Präpositionen, keine Postpositionen verwendet. Die Nominalphrasen sind einheitlich gebaut, das bestimmte Nomen N steht vorn, es gibt also die Konstruktionen N + Genitiv, N + Possessivum, N + Adjektiv, N + Adjektiv + Genitiv, N + Numerale und N + Demonstrativum.
Fast alle westlichen Benue-Kongo-Sprachen sind Tonsprachen mit zwei bis vier Tonhöhen und Glides (gleitenden Übergängen) zwischen Hoch- und Tiefton. Die Töne sind phonemisch, d. h. sie markieren Bedeutungsunterschiede, wie folgende Beispiele aus dem Yoruba (drei Tonstufen: é Hochton, e Mittelton, è Tiefton) zeigen:
- dé „ankommen“, dè „erwarten“
- rò „denken“, ro „den Acker bestellen“

#### Ost-Benue-Kongo
Das Ost-Benue-Kongo (in Greenbergs Terminologie Benue-Kongo) besteht aus zwei ungleichen genetischen Unterheiten, den platoiden Sprachen und den bantoiden Cross-Sprachen. Das Platoid – oder auch Zentral-Nigerianische – umfasst 120 Sprachen, die von 3,5 Mio. Sprechern in Zentral-Nigeria gesprochen werden, das bantoide Cross etwa 700 Sprachen mit über 220 Mio. Sprechern in Nigeria, Kamerun und Zentral- und Südafrika. Nach der Zahl seiner Sprecher stellt das Ost-Benue-Kongo die bedeutendste Untereinheit des Volta-Kongo dar, zumal es die große Familie der Bantusprachen umfasst.

#### Platoid (Zentral-Nigerianisch)
Die etwa 120 Sprachen des Platoid oder Zentral-Nigerianischen werden in Nord-, Nordost- und Zentral-Nigeria von 3,5 Mio. Menschen gesprochen, Zentrum ist das Plateau von Jos. Die Kainji- und Plateau-Sprachen sind bisher wenig dokumentiert, die beste Darstellung bietet Ludwig Gerhardt in Bendor-Samuel 1989.
Die Untergruppen des Zentral-Nigerianischen sind Kainji (54 Sprachen, 1 Mio. Sprecher), die Jos-Plateau-Sprachen, Tarokoid und Jukonoid. Es gibt in dieser Gruppe des Niger-Kongo nur wenige größere Sprachen, darunter Berom, Tarok und Kaje mit jeweils etwa 300.000 Sprechern. Im Durchschnitt hat jede zentral-nigerianische Sprache nur etwa 30.000 Sprecher, entsprechend klein sind ihre Verbreitungsgebiete. Jukun war die Sprache des einst mächtigen Jukunreiches (Ende des 1. Jahrtausends n. Chr.), seine Nachfolgesprachen – die Jukunoidsprachen – haben zusammen nur noch 350.000 Sprecher. Die folgende Klassifikation basiert auf Williamson-Blench 2000 und dem unten angegebenen Weblink, es sind nur die größeren Sprachen aufgeführt.
Gliederung der platoiden Sprachen
- Platoid (Zentral-Nigerianisch)
  - Kainji
  - Nordwest-Plateau
  - Zentral-Plateau
  - Südost-Plateau
  - Süd-Plateau
  - Tarokoid
  - Jukunoid

Die meisten Kainji- und Plateau-Sprachen und einige jukunoide Sprachen besitzen Nominalklassensysteme, die übrigen jukunoiden und die tarokoiden Sprachen haben nur noch reduzierte Klassensysteme. Meistens werden zur Kennzeichnung der Klassen Präfixe verwendet, gelegentlich aber auch Suffixe. Verbalableitungen sind weitverbreitet. Die normale Satzstellung ist SVO, in der Regel werden Präpositionen, keine Postpositionen verwendet. Das Nomen geht seinen Ergänzungen voran, die Nominalphrasen haben also die Grundform Nomen + Genitiv, Nomen + Adjektiv, Nomen + Possessivum und Nomen + Numerale.

#### Cross River
Das Ost-Benue-Kongo gliedert sich in die Hauptgruppen Platoid und Bantoid-Cross, letzteres wiederum in die Cross-River-Sprachen und das Bantoid.
Die etwa 70 Cross-River-Sprachen werden von knapp 6 Mio. Menschen in Südost-Nigeria im Bundesstaat Cross-River und in Nordwest-Kamerun gesprochen. Cross-River gliedert sich in Bendi (zehn Sprachen, 400 Tsd. Sprecher) und Delta Cross (etwa 60 Sprachen mit 5,2 Mio. Sprechern). Die mit Abstand bedeutendsten Cross-River-Sprachen sind die nah verwandten Sprachen Efik (400 Tsd. Muttersprachler, als Verkehrssprache sprechen es 2,4 Mio.), Ibibio (2 Mio.) und Anaang (1 Mio.), die alle drei zur Delta-Cross-Gruppe gehören.
Einige Cross-River-Sprachen haben noch ein voll ausgeprägtes Nominalklassensystem, andere nur noch reduzierte Systeme mit beschränkter Konkordanz bis hin zum völligen Wegfall des Klassensystems. Es gibt zahlreiche Verbalableitungen und die üblichen Pronomina: unabhängiges Personalpronomen, abhängiges Subjekt-, Objekt- und Possessivpronomen. Die Satzstellung ist SVO, es werden nur Präpositionen verwendet. Die Nominalphrase hat die Grundfolge bestimmtes Nomen + Bestimmer, allerdings steht das Adjektiv häufig vor seinem Nomen. Die Verbalflexion erfolgt in der Regel durch ein System von Präfixen, seltener durch Suffixe. Reduplikation der Verbalwurzel ermöglicht eine Fokussierung (Betonung) des Verbums, Umstellung der normalen Satzfolge (SVO → OSV) fokussiert das Objekt.

#### Bantoid
Die Bezeichnung „Bantoid“ wurde 1895 von Gottlob Krause für die Sprachen geprägt, die lexikalische Ähnlichkeiten mit den Bantusprachen aufweisen, Malcolm Guthrie (1948) bezeichnete mit Bantoid die westsudanischen Sprachen mit einem Bantu-ähnlichen Nominalklassensystem, die aber keine regulären Lautentsprechungen mit den Bantusprachen aufweisen.
Nach heutigem Verständnis bilden die bantoiden Sprachen zusammen mit den Cross-River-Sprachen die bantoide Cross-Einheit des Ost-Benue-Kongo. Die Gruppe der bantoiden Sprachen umfasst sowohl die eigentlichen Bantusprachen, als auch solche Sprachen, die zwar den Bantusprachen innerhalb des Niger-Kongo genetisch besonders nahestehen, aber nicht sämtliche Merkmale der Bantusprachen besitzen.
Die Grenze zwischen den eigentlichen Bantusprachen (narrow bantu) und den Bantusprachen in einem weiteren Sinne (Bantoid, aber nicht Bantu) ist schwer zu ziehen und hängt von der Definition ab, was „eigentliches Bantu“ genau ausmacht (da sind sich die Forscher keineswegs völlig einig). Sämtliche Bantoidsprachen, die nicht zum eigentlichen Bantu gehören, werden in Ost-Südost-Nigeria und in Kamerun gesprochen, ihre Verbreitung ist also – im Gegensatz zu der der Bantusprachen – sehr eingeschränkt. Genau dieses Gebiet (Südost-Nigeria und Nordwest-Kamerun) scheint auch die Urheimat der eigentlichen Bantusprachen zu sein, von dem aus sie sich in den Osten und Süden des Kontinents ausgebreitet haben (siehe Artikel Bantusprachen).
Insgesamt umfasst das Bantoid rund 650 Sprachen mit zusammen 217 Mio. Sprechern, davon sind etwa 490 Sprachen eigentliche Bantusprachen, die mit ihren 210 Mio. Sprechern die große Mehrheit ausmachen. Die Gruppe der 160 Bantoidsprachen, die nicht zum Bantu gehören, ist also insbesondere nach ihrer Sprecherzahl (6,5 Mio.) relativ klein und sehr diversifiziert: ihre durchschnittliche Sprecherzahl beträgt nur rund 40.000.
Die bedeutendsten Bantusprachen sind bereits im einleitenden Abschnitt „Große Niger-Kongo-Sprachen“ aufgeführt, dazu gehören Swahili, Shona, IsiZulu, Chichewa, Lingala, Kinyarwanda, isiXhosa, Luba-Kasai und Gikuyu (alle über 5 Mio. Sprecher). Von den Nicht-Bantusprachen der Gruppe der bantoiden Sprachen überschreitet nur das in Nigeria im Benue State gesprochene Tiv mit 2,2 Mio. Sprechern die Millionengrenze.
Die Feststellung des Bantoid als genetische Einheit und die Grundzüge seiner heutigen internen Klassifikation gehen auf Greenberg (1950, 1963) zurück. Allerdings ist die interne Gliederung des Bantoid seitdem mehrfach überarbeitet worden. Wichtig war die Erkenntnis einer Nord-Süd-Grenze innerhalb der Gruppe. Zum nördlichen Teil – ob er eine genetische Einheit bildet, ist umstritten – gehören einzelne kleinere Gruppen wie Dakoid, Mambiloid und Tikaroid. Das Süd-Bantoid bildet eine eigene genetische Gruppe, die neben dem Jarawoid und Tivoid die sprachenreiche Graslandgruppe (rund 70 Sprachen mit 2,5 Mio. Sprechern, gesprochen in West-Kamerun) und als gleichrangigen Zweig das eigentliche Bantu (490 Sprachen, 210 Mio. Sprecher) enthält. Damit ergibt sich – abgesehen von einigen Einzelsprachen – folgende Gliederung des Bantoid:
Gliederung des Bantoid
- Bantoid
  - Nord-Bantoid
    - Dakoid
    - Mambiloid
    - Tikaroid

  - Süd-Bantoid
    - Jarawoid
    - Tivoid
    - Ekoid
    - Beboid
    - Nyang
    - Mbam
    - Grasland
    - Bantu

Die sprachlichen Eigenschaften der bantoiden Sprachen sind denen der Bantusprachen sehr ähnlich (vgl. den entsprechenden Abschnitt des Artikels Bantusprachen). Das Nominalklassensystem ist im Bantu voll ausgeprägt – es ist sein wesentliches Charakteristikum –, bei den Nicht-Bantusprachen des Bantoids in einer unterschiedlich reduzierten Form. Verbalableitungen sind in allen Bantoidsprachen belegt. Pronomina werden im üblichen Umfang gebildet, in der 3. Person herrscht Konkordanz mit den Nominalklassen. Die Satzstellung ist SVO, es werden durchgehend Präpositionen verwendet. In der Nominalphrase steht das bestimmte Nomen vorn, es folgen die Ergänzungen und Attribute (Genitivattribut, Adjektivattribut, Possessivum, Numerale, Demonstrativum); in den Bantusprachen herrscht innerhalb der Nominalphrase und zwischen Subjekt und Prädikat volle Klassenkonkordanz, in den anderen Bantoidsprachen ist die Konkordanz eingeschränkt bzw. teilweise nicht (mehr) vorhanden.

## Geschichte der Klassifikation des Niger-Kongo

### Anfänge der Forschung
Seit dem 10. Jahrhundert wurden afrikanische Sprachen in arabischen Dokumenten beschrieben; die Verwandtschaft des Hebräischen, Arabischen und Aramäischen war jüdischen und islamischen Sprachkundigen seit langem bekannt. Es dauerte bis zum 16. Jahrhundert, dass europäische Gelehrte sich näher mit afrikanischen Sprachen befassten. So stellte Guillaume Postel 1538 als erster Europäer die Verwandtschaft der damals bekannten semitischen Sprachen fest. (Der Begriff „semitische Sprachen“ wurde erst 1781 von August Ludwig von Schlözer eingeführt.)
Ab dem 17. Jahrhundert verstärkte sich das Interesse europäischer Forscher an afrikanischen Sprachen. So entstanden erste Wörterbücher des Koptischen (1636), Nubischen (1638), Kongo (1652) und Grammatiken des Nama (1643), Kongo (1659), Altäthiopischen (1661) und Amharischen (1698). 1776 erkannte Liévin Bonaventure Proyart (1743–1808) die enge genetische Verwandtschaft einiger Bantusprachen. William Marsden beschrieb 1778 die Umrisse der Bantufamilie (publiziert erst 1816) und Wilhelm Bleek beschrieb erstmals 1856 die Nominalklassen der Bantusprachen und prägte den Begriff Bantu.
1808 teilte Martin Hinrich Lichtenstein die südafrikanischen Sprachen in Bantu- und Nama-Sprachen ein. Adriano Balbi (1782–1848) verband 1826 die Sprachen der San mit dem Nama (im Rahmen des Versuchs einer ersten Gesamtübersicht und Einteilung der afrikanischen Sprachen im Atlas ethnographique du globe ou classification des peuples anciens et modernes d’après leurs langues). 1850 prägte Johann Ludwig Krapf den Begriff „hamitische Sprachen“ für die nicht-semitischen schwarzafrikanischen Sprachen, wobei die Nama-San-Sprachen ausgeklammert bleiben; er unterschied „Nilo-Hamitisch“ (dazu zählt er z. B. die Bantusprachen) und „Nigro-Hamitisch“ (die westafrikanischen Sprachen).

### Sigismund Koelle
Sigismund Wilhelm Koelle stellte 1854 in seiner Polyglotta Africana Wortlisten von 156 subsaharanischen Sprachen zusammen, wobei er ein einheitliches, von Karl Richard Lepsius stammendes phonetisches System verwendete. Durch Vergleich dieser Listen gelang ihm die Aufstellung von elf afrikanischen Sprachgruppen. Fünf seiner Gruppen beschreiben Zweige des heutigen Niger-Kongo.
Westafrikanische Sprachen nach Koelle 1854
- westatlantische Sprachen, inklusive Fulani (Name „Westatlantisch“ von Koelle geprägt)
- Mande-Sprachen (der Name stammt von Heymann Steinthal 1867, basierend auf Eigenbezeichnungen)
- Kwa-Sprachen, inklusive Kru, Ewe, Yoruba, Igbo, Edo, Nupe (Name „Kwa“ von Gottlob Krause 1885)
- Gur-Sprachen (Name „Gur“ ebenfalls von G. Krause 1885; Maurice Delafosse führt dafür 1911 „Voltaisch“ ein)
- Benue-Kongo-Sprachen inklusive des Bantu (Name „Benue-Kongo“ von Joseph Greenberg 1963)

Damit gelang S. Koelle bereits Mitte des 19. Jahrhunderts eine im Wesentlichen korrekte interne Einteilung der später von Greenberg „Niger-Kongo“ genannten Sprachen. Das fehlende Ubangi entdeckte Delafosse 1924, dem Greenberg 1959 die Adamawa-Sprachen hinzufügte. Es bleibt unklar, ob Koelle diese fünf Gruppen als eine umfassendere genetische Einheit aufgefasst hat. Beachtlich ist, dass er die Verwandtschaft der Bantusprachen mit bestimmten nigerianischen Sprachen erkannte und das Ful richtig zu den „westatlantischen“ Sprachen rechnete.
Koelles Klassifikation war ein einsamer Höhepunkt in der Mitte des 19. Jahrhunderts. In den nächsten 100 Jahren erlebte die Afrikanistik trotz vieler Erfolge im Detail einen Niedergang der Klassifikation, der unter anderem mit den Namen Friedrich Müller, Richard Lepsius, August Schleicher und Carl Meinhof verbunden ist.

### Friedrich Müller und Richard Lepsius
Der Österreicher Friedrich Müller fügte 1877 den hamitischen Sprachen die Berbersprachen und die kuschitischen Sprachen hinzu. Trotz erkannter linguistischer Ähnlichkeiten zählte er das Hausa nicht zum Hamitischen, da seine Sprecher zu einer anderen Rasse gehörten. Die nilohamitischen und semitischen Sprachen fasste Müller zum „hamito-semitischen“ Sprachstamm zusammen. Insgesamt ergab sich ein deutlicher Rückfall hinter die von Koelle erreichte Position, da Müller auch keinen genetischen Zusammenhang zwischen den Negersprachen und dem Bantu erkannte. Seine disparate Nuba-Fula-Gruppe stellte sich als völliger Fehlgriff heraus.
Afrikanische Sprachen nach Friedrich Müller 1877
- Hamito-Semitisch
  - Semitisch
  - Hamitisch
    - Ägyptisch
    - Kuschitisch
    - Berberisch
- Nuba-Fula
- Negersprachen
- Bantu
- Nama-Buschmann

Der deutsche Ägyptologe Karl Richard Lepsius fasste 1880 in der Einleitung zu seiner Nubischen Grammatik alle nichtsemitischen flektierenden Sprachen Afrikas, die ein Genus-System besitzen, zu den „hamitischen Sprachen“ zusammen und definierte dadurch diesen Terminus neu. Da Lepsius’ Definition rein typologisch ist, verliert sie jeden Anspruch auf genetische Bedeutung. Seiner Überzeugung nach gehörten zum Hamitischen auch das Hausa (und die anderen tschadischen Sprachen) sowie die Berbersprachen. 1888 rechnet Lepsius auch die Nama-Buschmann-Sprachen zum Hamitischen; eine falsche Klassifikation, die lange Bestand hatte (und weit hinter Koelles Ansatz von 1850 zurückfiel). Unrichtig war auch die Einordnung des (nilosaharanischen) Maassai als hamitische Sprache.
Afrikanische Sprachen nach Lepsius 1880 und 1888
- Hamito-Semitisch
  - Semitisch
  - Hamitisch
    - Ägyptisch
    - Kuschitisch
    - Berberisch
    - Tschadisch (Hausa)
    - Maassai
    - Nama-Buschmann
- Negersprachen
  - Bantu (die „eigentlichen Negersprachen“)
  - gemischte „Negersprachen“

Primäre Merkmale dieser Sprachgruppen sind nach Lepsius das Klassensystem der Bantu und das Genussystem der Hamiten, die nach seiner Vorstellung von Westasien nach Afrika eingewandert seien. Durch ihr Vordringen drängten sie Teile der Vorbevölkerung nach Südafrika ab (eben die Bantu, die ihre „reine“ Sprachform behielten); andere Gruppen vermischten sich mit den Hamiten und bildeten Mischsprachen aus, die weder ein ausgeprägtes Klassen- noch Genussystem aufwiesen. Ihre Grammatik bezeichnete er als „formlos“, „zurückgegangen“ oder „entblättert“.

### August Schleicher
Der Indogermanist August Schleicher hatte eine ganz andere Vorstellung, die er 1891 veröffentlichte. Seiner Meinung nach war Afrika zunächst unbewohnt und wurde von Südwestasien aus in vier großen Wellen bevölkert:
1. die „Buschmänner“ und „Hottentotten“ (heute Khoisan genannt),
2. die „Negervölker“ des Sudan, die „Nigriten“,
3. die Bantu und
4. die Hamiten.

Dabei ging er davon aus, dass die sudanischen Nigriten bereits ein rudimentäres, unvollkommenes Nominalklassensystem gehabt hätten, das dann die Bantuvölker vervollkommnet und ausgeprägt haben. Für ihn war also das Nigritische oder Sudanische ein evolutionärer Vorläufer des Bantu, und nicht ein Ergebnis des Zerfalls wie bei Lepsius.

### Carl Meinhof
Der Afrikanist Carl Meinhof äußerte sich zwischen 1905 und 1935 mehrfach über die Entstehung afrikanischer Sprachen; er steht in deutlichen Gegensatz zu den Hypothesen von Karl Richard Lepsius und August Schleicher. Die Besiedlung Afrikas erfolgte nach Meinhof in drei sprachlichen Schichten:
1. die nigritischen Sudansprachen oder „Negersprachen“,
2. die hamitischen Sprachen und
3. die Bantusprachen.

Meinhof ging davon aus, dass die Bantusprachen mit ihren charakteristischen Nominalklassensystemen aus einer Vermischung der hamitischen Sprachen, welche ein grammatisches Geschlecht besitzen, und der Negersprachen entstanden seien (die kein grammatisches Geschlecht kennen). Das Bantu habe also eine nigritische „Mutter“ (Substrat) und einen hamitischen „Vater“ (Superstrat). Die Negersprachen oder nigritischen Sprachen südlich der Sahara fasste Meinhof unter dem Begriff Sudansprachen zusammen, deren genetische Verwandtschaft er weder eindeutig postulierte noch nachzuweisen versuchte.
Die „Hottentottensprachen“ (Khoekhoegowab) seien hamitischen Ursprungs – darin folgt er Lepsius –, aber mit „Buschmannsprachen“ vermischt. Meinhof nahm auch Lautgesetze, Wortstrukturen und Lautinventare für die Einordnung von Sprachen in seine „hamitische Gruppe“ zur Hilfe. Wo diese typologischen Kriterien nicht ausreichten (die schon keinerlei genetische Relevanz hatten), ergänzte er sie durch rassisch-kulturelle Einordnungsmuster (Hautfarbe, Haartyp, Wirtschaftsform, Kulturtyp). Dieser – nach heutiger Vorstellung völlig falsche – Ansatz führte zu der Einordnung von Sprachen aus vier verschiedenen Sprachgruppen – Nama (Khoisan), Ful (Niger-Kongo), Somali (Kuschitisch) und Maassai (Nilosaharanisch) – in seine „hamitische“ Gruppe. Diese Klassifizierung hielt sich vor allem in der deutschen Afrikanistik als herrschende Meinung bis etwa 1950, bei manchen Vertretern bis in die 1980er Jahre.
Einteilung der afrikanischen Sprachen nach Meinhof 1912
- Hamito-Semitisch
  - Semitisch
  - Hamitisch
    - Ägyptisch
    - Kuschitisch
    - Berberisch
    - Tschadisch (Hausa)
    - Maassai
    - Fula
    - Nama-Buschmann
- Bantu
- Sudanisch

### Finck, Schmidt und Kieckers
Die deutschen Sprachwissenschaftler Franz Nikolaus Finck, Pater Wilhelm Schmidt und Ernst Kieckers schrieben in den Jahren 1909 bis 1931 zusammenfassende Darstellungen über die Sprachstämme der Erde (Finck 1909, Schmidt 1926 und Kieckers 1931), die sich großer Beliebtheit erfreuten und die Kenntnisse sprachinteressierter Kulturbürger weitgehend beeinflusst haben. Deswegen sei hier kurz auf ihre Darstellung der afrikanischen Sprachen eingegangen.
Finck (1909, zweite Auflage postum 1915) gliedert die afrikanischen Sprachen in (1) hamito-semitische Sprachen (ohne Meinhofs Ausdehnung auf Nama und Massai, aber auch ohne Hausa), (2) paläoafrikanische Sprachen (das heutige Khoisan) und (3) die neoafrikanische Sprachen.
Afrikanische Sprachen nach Finck 1909/1915
- Paläoafrikanisch
  - Buschmann-Sprachen
  - Hottentotten-Sprachen
- neoafrikanische Sprachen
  - Bantu
  - Westsudanisch (Atlantisch, Mande, Kru, „Nigritisch“, „Äquatorial“)
  - Zentralsudanisch (Songhai, Hausa, Kanuri)
  - Nilotisch (Kunama, Nubisch, Dinka u. a.)

Dadurch vermeidet Finck die größten Fehler Meinhofs. Dessen Hamitentheorie wird uminterpretiert in eine „hamitische Beeinflussung“, sie spielt als genetisches Modell bei Finck keine Rolle.
Schmidt (1926) und zusammen mit ihm Kieckers (1931) übernehmen die damals aktuellen Theorien von Albert Drexel, entsprechend verworren sind ihre Gliederungen, die deutlich hinter Finck zurückfallen.
Afrikanische Sprachgruppen nach Drexel 1921–25, Schmidt 1926 und Kieckers 1931
- Buschman- und Hottentottensprachen
- Bantu
- Wule (buntes Gemisch aus Nilosaharanisch und Niger-Kongo)
- Ngonke (Mande und Songhai)
- Manfu (Kru, Gur, Yoruba u. a.)
- Kanuri (Kanuri, Maba u. a.)
- Nilotisch (Nuba, Dinka, Massai u. a.)
- Bantuid (bunte Mischung westafrikanischer Sprachen; Bezug zum Bantu erkannt)

### Diedrich Westermann
Bereits 1911 nahm Diedrich Westermann (ein Schüler Carl Meinhofs) eine interne Unterscheidung der Sudansprachen in west- und ostsudanesische Sprachen vor. 1927 veröffentlichte Westermann sein wohl wichtigstes Werk: Die westlichen Sudansprachen und ihre Beziehungen zum Bantu. Darin weist er die genetische Einheit der westsudanischen Sprachen nach (etwa das heutige Niger-Kongo ohne Bantu, Ful, Adamawa-Ubangi und Kordofanisch) und stellt viele Parallelen zu den Bantusprachen fest, die allerdings noch nicht zu dem Schluss führen, dass Bantu und Westsudanisch eine genetisch zusammengehören.
Westsudanisch nach Westermann 1927
- Westsudanisch
  - Mandingo
  - Westatlantisch (ohne Fulani)
  - Kwa
  - Togo-Restsprachen
  - Gur (einschließlich Songhai)
  - Benue-Cross

1935 behandelte Westermann in seinem Aufsatz Charakter und Einteilung der Sudansprachen die These einer Verwandtschaft zwischen der westlichen Sudansprachen zum Bantu erneut und kam zu einer vorsichtigen Bejahung der genetische Einheit, allerdings sah er Bantu und Westsudanisch als gleichrangige Zweige einer übergeordneten Einheit. Damit legte er – gegen die Lehrmeinung seines Lehrers Meinhof – den Kern für das Greenbergsche „Niger-Kongo“. Er erkannte auch, dass die östlichen Sudansprachen nicht mit den westlichen verwandt sind (die ostsudanischen Sprachen wurden später von Greenberg als „Nilosaharanisch“ klassifiziert).

### Joseph Greenberg
Von 1948 bis 1963 klassifizierte Joseph Greenberg die afrikanischen Sprachen von Grund auf neu, und zwar ausschließlich nach linguistischen Kriterien. Er benutzte die Methode des lexikalischen Massenvergleichs, bei der Wörter und grammatische Morpheme sehr vieler Sprachen miteinander verglichen werden. Auf Basis der daraus entstehenden Wort- und Morphemgleichungen ergibt sich die Einteilung in genetische Einheiten und die interne Gliederung dieser Einheiten (siehe dazu auch die Artikel Joseph Greenberg und Lexikalischer Massenvergleich).
Greenberg führte den Begriff „Afroasiatisch“ anstelle des durch nicht-linguistische Kriterien wie Rasse und Kultur belasteten Terminus „Hamito-Semitisch“ ein und etablierte Semitisch, Ägyptisch, Kuschitisch, Berberisch und Tschadisch als gleichberechtigte Primärzweige des Afroasiatischen. Die durch nicht-linguistische Kriterien dem Hamitischen fälschlich zugeordneten Gruppen wie Nama-Buschmann, Fulani und Maassai ordnet er anderen Gruppen zu. „Niger-Kongo“ wird als neuer Begriff für die westsudanischen Sprachen einschließlich des Bantu definiert. Die ostsudanischen Sprachen werden später mit einigen kleineren Gruppen als „Nilosaharanisch“ zusammengefasst. Er gelangte über verschiedene Zwischenstufen zur heute allgemein akzeptierten Einteilung der afrikanischen Sprachen, wie sie in seinem Buch The Languages of Africa 1963 abschließend dargestellt ist. Zu einer Bewertung der Leistungen Greenbergs in der Klassifikation der afrikanischen Sprachen siehe den Artikel Joseph Greenberg.
Die Einteilung der afrikanischen Sprachen nach Greenberg 1963
- Afroasiatisch
- Niger-Kordofanisch
- Nilosaharanisch
- Khoisan

Speziell für das Niger-Kongo sind folgende Neuerungen Greenbergs von Bedeutung:
- Westermanns Westsudanisch und die Bantusprachen werden zur neuen genetischen Einheit „Niger-Kongo“ zusammengefasst.
- Die „Bantoid“-Gruppe wird als genetische Einheit der Sprachen definiert, die eine besonders enge Verwandtschaft zu den Bantusprachen aufweisen.
- Die Benue-Cross-Gruppe Westermanns und das Bantoid werden zum „Benue-Kongo“ zusammengefasst, das als Unter-Untereinheit das Bantu einschließt.
- Greenberg fügt das bisher als hamitisch eingeordnete Fulani in den atlantischen Zweig des Niger-Kongo ein.
- Er erkennt die Einheit der Adamawa-Sprachen und stellt ihre nahe Verwandtschaft mit den Ubangi-Sprachen fest; zusammen werden sie als Adamawa-Eastern (später Adamawa-Ubangi) dem Niger-Kongo als ein neuer Primärzweig hinzugefügt.
- Die „Togo-Restsprachen“ Westermanns werden in das Kwa integriert.
- Mandingo geht in der weiter gefassten Mande-Gruppe auf.
- Das Songhai wird aus der Gur-Gruppe entfernt (und später ins Nilosaharanische eingegliedert).
- Kordofanisch wird dem Niger-Kongo als gleichrangiger Parallelzweig hinzugefügt; dies bringt Greenberg zum neuen Namen Niger-Kordofanisch mit einer primären Zweiteilung in „Niger-Kongo“ und „Kordofanisch“ (der allerdings heute wieder aufgegeben worden ist, da man Kordofanisch als gleichrangig mit den anderen Primärzweigen ansieht).

Klassifikation des Niger-Kordofanischen nach Greenberg 1963
- Niger-Kordofanisch
  - Kordofanisch
  - Niger-Kongo
    - Westatlantisch
    - Mande
    - Gur (Voltaisch)
    - Kwa (im weiten Sinne, inklusive Yoruba, Edo, Igbo, Nupe, Idoma und den Kru-Sprachen)
    - Benue-Kongo: Benue-Cross und Bantoid einschließlich des Bantu
    - Adamawa-Eastern

Diese Klassifikation Greenbergs ist die Basis für alle weiteren Forschungen über Niger-Kongo-Sprachen. Durch die Elimination aller nicht-linguistischen Kriterien, die nahezu alle früheren Klassifikationsversuche unbrauchbar machten, bewies Greenberg, dass die Prinzipien der genetischen Klassifikation, wie sie in Europa Mitte des 19. Jahrhunderts entwickelt worden waren, uneingeschränkt auch für die afrikanischen Sprachen – und damit weltweit – gültig sind. So führte er die Klassifikation der Sprachen Afrikas nach einem Jahrhundert des Niedergangs zurück auf die richtige Spur.

### Aktuelle Klassifikation des Niger-Kongo
Greenbergs Ergebnisse waren zunächst durchaus umstritten, da noch viele Afrikanisten – vor allem in Deutschland – der Meinhof-Schule anhingen. Nach einigen Jahren wurden aber speziell das Niger-Kongo bzw. Niger-Kordofanische von fast allen Forschern als genetische Einheit akzeptiert, insbesondere auch Greenbergs Positionierung der Bantusprachen als einem Unter-Zweig des Benue-Kongo. Heute gibt es in der gesamten relevanten Forschung zum Thema keine Stimme, die die genetische Einheit des Niger-Kongo bezweifelt. Allerdings wurde der innere Aufbau des Niger-Kongo vor allem auf Grund neuerer lexikostatistischer Forschungen nach 1963 noch mehrfach geändert. Auch der heute erreichte und in diesem Artikel zugrunde gelegte Status wird noch keinen endgültigen Charakter haben, da für manche Untergruppen noch sehr viel Detailstudium nötig ist. Zukunftsperspektive ist die Rekonstruktion des Proto-Niger-Kongo, von dem auch sicherlich neues Licht auf die interne Gliederung fallen wird.
Die Grundzüge von Greenbergs Klassifikation 1963 hatten trotz aller Neuerungen Bestand. Die Änderungen betreffen außer reinen Namensfragen – „Adamawa-Eastern“ wurde in „Adamawa-Ubangi“, „Westatlantisch“ in „Atlantisch“ umbenannt – folgende Bereiche:
- Kordofanisch: Eine der fünf Untergruppen des Greenbergschen Kordofanischen, das Kadugli, wurde als nilosaharanisch klassifiziert. Das verbleibende Kordofanisch wurde als gleichrangiger Primärzweig mit den anderen Zweigen des Niger-Kongo (Mande, Atlantisch usw.) eingestuft. Somit entfiel der Grund für den Namen „Niger-Kordofanisch“ und die Sprachfamilie wurde wieder in „Niger-Kongo“ zurückbenannt.
- Kwa: die östliche Gruppe der Greenbergschen Kwa-Sprachen wurde als eigene Einheit „West-Benue-Kongo“ aus dem Kwa herausgenommen, da diese Sprachen mehr Ähnlichkeit mit den (östlichen) Benue-Kongo-Sprachen zeigen (Bennett and Sterk 1977). Die neugebildete Einheit „Benue-Kongo“ umfasst danach das Greenbergsche Benue-Kongo (jetzt Ost-Benue-Kongo) und das neue West-Benue-Kongo (mit Yoruboid, Edoid, Igboid, Nupoid und Idomoid). Aus dem Greenbergschen Kwa wurden außerdem das Kru, Ijoid und Senufo entfernt; diese Einheiten bilden jetzt eigenständige Zweige außerhalb des Kwa.
- Dogon (bei Greenberg zur Gur-Gruppe gehörend) und Ijoid (bei Greenberg Kwa) wurden als selbständige Primärzweige etabliert, da sie keiner anderen Gruppe zugeordnet werden können.
- Volta-Kongo: Volta-Kongo wurde als eine neue Übereinheit geschaffen, die sich in einen nördlichen und einen südlichen Zweig gliedert. Nord-Volta-Kongo umfasst nach der aktuellen Klassifikation Kru und Senufo (bei Greenberg beide in der Kwa-Gruppe), weiterhin Gur und Adamawa-Ubangi (bei Greenberg eigene Primärzweige). Süd-Volta-Kongo besteht aus dem neuen (verkleinerten) Kwa und dem neuen Benue-Kongo, das sich seinerseits aus West-Benue-Kongo (Greenbergs östlichen Kwa-Sprachen) und Ost-Benue-Kongo (Greenbergs Benue-Kongo) zusammensetzt.

Bisher ist nicht endgültig geklärt, ob die Gruppen Benue-Kongo und Nord-Bantoid genetische Einheiten darstellen.
Damit ergibt sich die oben als Übersicht angegebene aktuelle Klassifikation der Niger-Kongo-Sprachen, die dem gesamten Artikel zugrunde liegt.

## Niger-Kongo und Nilosaharanisch
Nach Greenbergs abschließendem Werk The Languages of Africa von 1963 gehörten alle afrikanischen Sprachen zu einer der vier großen Familien Afroasiatisch, Nilosaharanisch, Niger-Kongo und Khoisan. Während die ersten drei inzwischen allgemein als genetische Einheiten anerkannt sind, gilt das Khoisan heute eher als ein arealer Sprachbund mit typologischen Gemeinsamkeiten.
Einige Jahre später (1972) legte Edgar Gregersen seine Studie Kongo-Saharan vor, in der er Niger-Kongo und Nilosaharanisch zu einer neuen genetischen Einheit Kongo-Saharanisch zusammenfasste. Was zunächst wie ein Rückschritt auf Positionen von Carl Meinhof aussah – dieser nannte die Gruppe der Sprachen, die heute man heute zum Niger-Kongo (ohne Bantu) und zum Nilosaharanischen rechnet, „sudanische Sprachen“ –, stellte sich als ein linguistisch durchaus ernst zu nehmender Versuch heraus, eine neue große afrikanische Spracheinheit zu begründen.
Gregersens Hauptargumente waren:
- Die Unsicherheit in der Klassifikation des Songhai, das zunächst zu den Mande-Sprachen (Maurice Delafosse 1924), dann zu den Gur-Sprachen (Diedrich Westermann 1927) gerechnet, anschließend als isolierte Sprache klassifiziert (Westermann und Bryan 1952, Greenberg 1955) und schließlich von Joseph Greenberg (1963) dem Nilosaharanischen angegliedert wurde.
- Ähnlichkeiten morphologischer Elemente, so z. B. die t/k – Singular/Plural – Opposition des Songhai und die Nominalklassen 5/6 des Bantu mit den Präfixen de- / ga-.
- Lexikalische Gemeinsamkeiten; hier sind die in beiden Familien weit verbreiteten Wörter für beispielsweise „wissen“, „kaufen“, „Hals“, „Zunge“, „Zahn“, „Stein“ und „Mond“ zu nennen, die allerdings auch einige afroasiatische Parallelen haben.

Hans G. Mukarovsky vertrat ebenfalls die Ansicht (1966, 1977), dass das Songhai mit den Mande-Sprachen verwandt sei. Er fasste die Mande-Sprachen und das Songhai zu einer fünften afrikanischen Sprachfamilie zusammen, die er „Westsahelisch“ nannte. Eine Vereinigung der beiden großen Familien nach dem Vorbild Gregersens lehnte er ab.
Gregersen bekam von einigen anderen Forschern Unterstützung. Denis Creissels stellte 1981 ebenfalls beachtliche Ähnlichkeiten zwischen den Mande-Sprachen und dem Songhai fest und hielt Gregersens Kongo-Saharanisch-Hypothese für wahrscheinlich. Raymond Boyd (1978) dokumentierte lexikalische Gemeinsamkeiten zwischen den Adamawa-Ubangi-Sprachen und verschiedenen Zweigen des Nilosaharanischen. M. Lionel Bender wird 1981 nach eigenen Untersuchungen zum Fürsprecher des Kongo-Saharanischen, möglicherweise unter Einbeziehung des Omotischen, das inzwischen (1969) von Harold C. Fleming von den kuschitischen Sprachen abgetrennt und als sechster Primärzweig des Afroasiatischen etabliert worden war. Roger M. Blench (1995) unterstützte die kongo-saharanische Hypothese durch die Darstellung weiterer lexikalischer und phonologischer Parallelen. Er sieht das Niger-Kongo allerdings nicht als gleichrangigen Zweig des Nilosaharanischen, sondern eher als einen Parallelzweig des Zentralsudanischen und Kadugli innerhalb des Nilosaharanischen.
Generell ist zu sagen, dass die Kongo-Saharanisch-Hypothese Gregersens zwar einige interessante Studien zu diesem Thema ausgelöst hat, aber dennoch die Mehrheit der Afrikanisten weiterhin von zwei eigenständigen afrikanischen Sprachfamilien Niger-Kongo und Nilosaharanisch ausgeht, wobei letztere durchaus noch nicht von allen Forschern im vollen Umfang Greenbergs als genetische Einheit anerkannt worden ist. Die Sonderrolle des Songhai und anderer peripherer Gruppen ist dabei von besonderer Bedeutung.

## Niger-Kongo-Sprachen mit mindestens 3 Mio. Sprechern
Die Niger-Kongo-Sprachen mit mindestens 3 Mio. Sprechern sind hier mit der Angabe ihrer Sprecherzahl (2005, inklusive der Zweitsprecher), ihrer Kurzklassifikation und ihres Verbreitungsgebietes aufgeführt.
Niger-Kongo-Sprachen mit mindestens 3 Millionen Sprechern
| Sprache    | Alternativ- Name   | Sprecher- zahl | Klassifizierung          | Hauptverbreitungsgebiet                                   |
| ---------- | ------------------ | -------------- | ------------------------ | --------------------------------------------------------- |
| Swahili    | Kiswahili          | 30–40 Mio.     | Volta-Kongo, Bantu G40   | Tansania, Kenia, Uganda, Ruanda, Burundi, Kongo, Mosambik |
| Yoruba     | Yariba             | 20–30 Mio.     | Volta-Kongo, Yoruboid    | Südwest-Nigeria, Benin, Togo                              |
| Fulfulde   | Ful, Peul          | 22 Mio.        | Atlantisch               | Niger, Burkina Faso, Nigeria, Kamerun, Benin, Togo, Mali  |
| Igbo       | Ibo                | 18 Mio.        | Volta-Kongo, Igboid      | Südost-Nigeria                                            |
| Shona      | Chishona           | 11 Mio.        | Volta-Kongo, Bantu S10   | Simbabwe, Sambia                                          |
| Zulu       | Isizulu            | 10 Mio.        | Volta-Kongo, Bantu S40   | Südafrika, Lesotho, Eswatini, Malawi                      |
| Nyanja     | Chichewa           | 10 Mio.        | Volta-Kongo, Bantu N30   | Malawi, Sambia, Mosambik                                  |
| Bambara    | Bamanakan          | 10 Mio.        | Mande                    | Mali, Burkina Faso, Gambia, Elfenbeinküste                |
| Akan       | Twi-Fante          | 10 Mio.        | Volta-Kongo, Kwa         | Ghana, Elfenbeinküste                                     |
| Lingala    | Ngala              | 09 Mio.        | Volta-Kongo, Bantu C40   | Kongo, Kongo-Brazzaville                                  |
| Wolof      | Ouolof             | 08 Mio.        | Atlantisch               | Senegal; auch Gambia, Mali                                |
| Rwanda     | Kinyarwanda        | 08 Mio.        | Volta-Kongo, Bantu J60   | Ruanda, Burundi, Uganda, Kongo                            |
| Xhosa      | Isixhosa           | 07,5 Mio.      | Volta-Kongo, Bantu S40   | Südafrika, Lesotho                                        |
| Mòoré      | Mossi              | 07 Mio.        | Volta-Kongo, Gur         | Burkina Faso; Benin, Togo, Mali                           |
| Luba-Kasai | Chiluba            | 06,5 Mio.      | Volta-Kongo, Bantu L30   | Kongo                                                     |
| Gikuyu     | Kikuyu             | 05,5 Mio.      | Volta-Kongo, Bantu E20   | Kenia                                                     |
| Kituba     | Kutuba             | 05 Mio.        | Volta-Kongo, Bantu H10   | Kongo, Kongo-Brazzaville (Kongo-basierte Kreolsprache)    |
| Ganda      | Luganda            | 05 Mio.        | Volta-Kongo, Bantu J10   | Uganda                                                    |
| Rundi      | Kirundi            | 05 Mio.        | Volta-Kongo, Bantu J60   | Burundi, Ruanda, Uganda                                   |
| Makhuwa    | Makua              | 05 Mio.        | Volta-Kongo, Bantu P30   | Mosambik                                                  |
| Sotho      | Sesotho            | 05 Mio.        | Volta-Kongo, Bantu S30   | Lesotho, Südafrika                                        |
| Tswana     | Setswana           | 05 Mio.        | Volta-Kongo, Bantu S30   | Botswana, Namibia, Südafrika                              |
| Ewe        | Eibe, Gbe          | 05 Mio.        | Volta-Kongo, Kwa         | Ghana, Togo                                               |
| Jula       | Dioula             | 04 Mio.        | Mande                    | Burkina-Faso, Elfenbeinküste                              |
| Mbundu     | Umbundu            | 04 Mio.        | Volta-Kongo, Bantu R10   | Angola (Benguela)                                         |
| Pedi       | Sepedi, Nord-Sotho | 04 Mio.        | Volta-Kongo, Bantu S30   | Südafrika, Botswana                                       |
| Luyia      | Luluyia            | 03,6 Mio.      | Volta-Kongo, Bantu J30   | Kenia                                                     |
| Bemba      | Chibemba           | 03,6 Mio.      | Volta-Kongo, Bantu M40   | Sambia, Kongo                                             |
| Tsonga     | Xitsonga           | 03,3 Mio.      | Volta-Kongo, Bantu S50   | Südafrika, Mosambik, Simbabwe                             |
| Sukuma     | Kisukuma           | 03,2 Mio.      | Volta-Kongo, Bantu F20   | Tansania                                                  |
| Malinke    | Maninkakan         | 03 Mio.        | Mande                    | Senegal, Guinea, Mali                                     |
| Kamba      | Kikamba            | 03 Mio.        | Volta-Kongo, Bantu E20   | Kenia                                                     |
| Mbundu     | Kimbundu           | 03 Mio.        | Volta-Kongo, Bantu H20   | Angola (Luanda)                                           |
| Sango      | Sangho             | 03 Mio.        | Volta-Kongo, Ubangi      | Zentralafrik. Rep. (Ngabandi-basierte Kreolsprache)       |
| Efik       | Calabar            | 02–3 Mio.      | Volta-Kongo, Cross River | Nigeria (Cross River State)                               |

Die Sprecherzahlen basieren auf dem unten angegebenen Weblink zu Klassifikation der Niger-Kongo-Sprachen. Kongo steht für die Demokratische Republik Kongo, Kongo-Brazzaville für die Republik Kongo.
Die Klassenpräfixe für Bantu-Sprachnamen (z. B. ki-, chi-, lu-, se-, isi-) werden in der sprachwissenschaftlichen Literatur heute üblicherweise nicht mehr verwendet. Auch in diesem Artikel wird die Kurzform ohne Präfix benutzt, also z. B. Ganda statt Luganda; die Langform mit Präfix ist als Alternativname angegeben. Die Nummern der Bantusprachen (z. B. G40) geben die Einteilung in die Guthrie-Zonen wieder (G40 = Zone G, Zehnergruppe 40; siehe Bantusprachen).

### Afrikanische Sprachen
- Joseph Greenberg: The Languages of Africa. Mouton, The Hague and Indiana University Center, Bloomington 1963.
- Bernd Heine und andere (Hrsg.): Die Sprachen Afrikas. Buske, Hamburg 1981.
- Bernd Heine und Derek Nurse (Hrsg.): African Languages. An Introduction. Cambridge University Press 2000.
- John Iliffe: Geschichte Afrikas, 1. Auflage: Beck, München 2003, ISBN 3-406-46309-6
- George L. Campbell: Compendium of the World’s Languages. Routledge, London 2000 (2. Auflage).
- Ernst Kausen: Die Sprachfamilien der Welt. Teil 2: Afrika – Indopazifik – Australien – Amerika. Buske, Hamburg 2014, ISBN 978-3-87548-656-8, S. 249–401.

### Niger-Kongo-Sprachen
- John Bendor-Samuel (Hrsg.): The Niger-Congo Languages: A Classification and Description of Africa's Largest Language Family. University Press of America, Lanham, New York, London 1989.
(Die einzige umfassende Darstellung des Niger-Kongo und seiner Untereinheiten, in der Klassifikation teilweise veraltet.)
- Kay Williamson und Roger Blench: Niger-Congo. In: Bernd Heine u. a.: African Languages. Cambridge Univ. Press 2000.
- Paul P. De Wolf: Das Niger-Kongo (ohne Bantu). In: Bernd Heine u. a. (Hrsg.): Die Sprachen Afrikas. Buske, Hamburg 1981.
- Thilo C. Schadeberg: Das Kordofanische. In: Bernd Heine u. a. (Hrsg.): Die Sprachen Afrikas. Buske, Hamburg 1981.
- Derek Nurse und Gérard Philippson (Hrsg.): The Bantu Languages. Routledge, London – New York 2003.
- Wilhelm J.G. Möhlig: Die Bantusprachen im engeren Sinne. In: Bernd Heine u. a. (Hrsg.): Die Sprachen Afrikas. Buske, Hamburg 1981.

### Zur Geschichte der Klassifikation
- Merritt Ruhlen: A Guide to the World's Languages. Classification. Arnold, Stanford 1987.

- Guillaume Postel: De originibus seu de Hebraicae linguae et gentis antiquitatae deque variarum linguarum affinitate liber. Paris 1538.
- Heinrich Lichtenstein: Bemerkungen über die Sprachen der südafrikanischen wilden Völkerstämme. Allgemeines Archiv für Ethnographie und Linguistik 1808.
- Sigismund Koelle: Polyglotta Africana. London 1854.
- Friedrich Müller: Grundriss der Sprachwissenschaft. Wien 1867.
- Karl Richard Lepsius: Nubische Grammatik. Berlin 1880.
- Carl Meinhof: Die Sprachen der Hamiten. Hamburg 1912.
- Diedrich Westermann: Die westlichen Sudansprachen und ihre Beziehungen zum Bantu. Mitteilungen des Seminars für orientalische Sprachen. Berlin 1927.
- Joseph Greenberg: Studies in African Linguistic Classification. Southwestern Journal of Anthropology 1949–50.
- Edgar Gregersen: Kongo-Saharan. Journal of African Languages 1972.
- Patrick Bennett and Jan Sterk: South Central Niger-Congo: A Reclassification. Studies in African Linguistics. 1977.
- Raimund Kastenholz: Essai de classification des dialectes mande-kan. Sprache und Geschichte in Afrika 1979.
- Thilo Schadeberg: The Classification of the Kadugli Language Group. Dordrecht 1981.